# Nova York
|  | Per a altres significats, vegeu «Nova York (desambiguació)». |

Nova York (en anglès i oficialment, City of New York) és la ciutat més poblada de l'estat de Nova York i dels Estats Units d'Amèrica, i la segona aglomeració urbana del continent, després de la Ciutat de Mèxic. És el centre de l'àrea metropolitana de Nova York, la qual està entre les aglomeracions urbanes més grans del món.
Durant més d'un segle, ha estat un dels principals centres mundials de comerç i finances. Hom considera Nova York una ciutat global a causa de les seves influències a escala mundial en els mitjans de comunicació, en la política, en l'educació, en l'entreteniment i en la moda. La influència artística i cultural de la ciutat és de les més fortes del país; a més a més, s'hi troba la Seu de les Nacions Unides, la qual cosa la converteix en un important punt de relacions internacionals. La gran importància de la ciutat en tots els nivells la converteix, juntament amb Londres, Tòquio i París, en una de les ciutats més destacades i influents del planeta.
La ciutat la formen cinc boroughs (municipis, a vegades traduït per districtes o comunes), cadascun dels quals coincideix amb un comtat: el Bronx, Brooklyn, Manhattan, Queens i Staten Island. El juliol de 2022, la població estimada era de 8.335.897 habitants, en una àrea urbana de 830 km²; és la segona ciutat més densa dels Estats Units, per darrere d'Union City (Nova Jersey), situada a l'altra banda del riu Hudson.
La ciutat té molts barris i edificis reconeguts per tot el món, com per exemple l'estàtua de la Llibertat, ubicada a la Liberty Island, o l'Ellis Island, la petita illa per on van entrar als Estats Units milions d'immigrants que hi arribaren al pas del segle xix al xx. Wall Street ha estat un dels principals centres globals de finances des de la Segona Guerra Mundial i és la seu de la borsa de Nova York. La ciutat també ha concentrat molts dels edificis més alts del món, entre els quals hi ha l'Empire State, anteriorment, les Torres Bessones del World Trade Center, caigudes després dels atemptats de l'11 de setembre del 2001.
Nova York també és el bressol de molts moviments culturals nord-americans, com per exemple el renaixement de Harlem en literatura i arts visuals, l'expressionisme abstracte (també conegut com a Escola de Nova York) en pintura, i el hip-hop, el punk rock i Tin Pan Alley en música. El 2005 es parlaven gairebé 170 idiomes a la ciutat i el 36% de la població havia nascut fora dels Estats Units. El metro hi funciona les 24 hores del dia i el moviment constant de trànsit i gent, Nova York és coneguda com «la ciutat que mai no dorm».

## Història

### Primers assentaments europeus

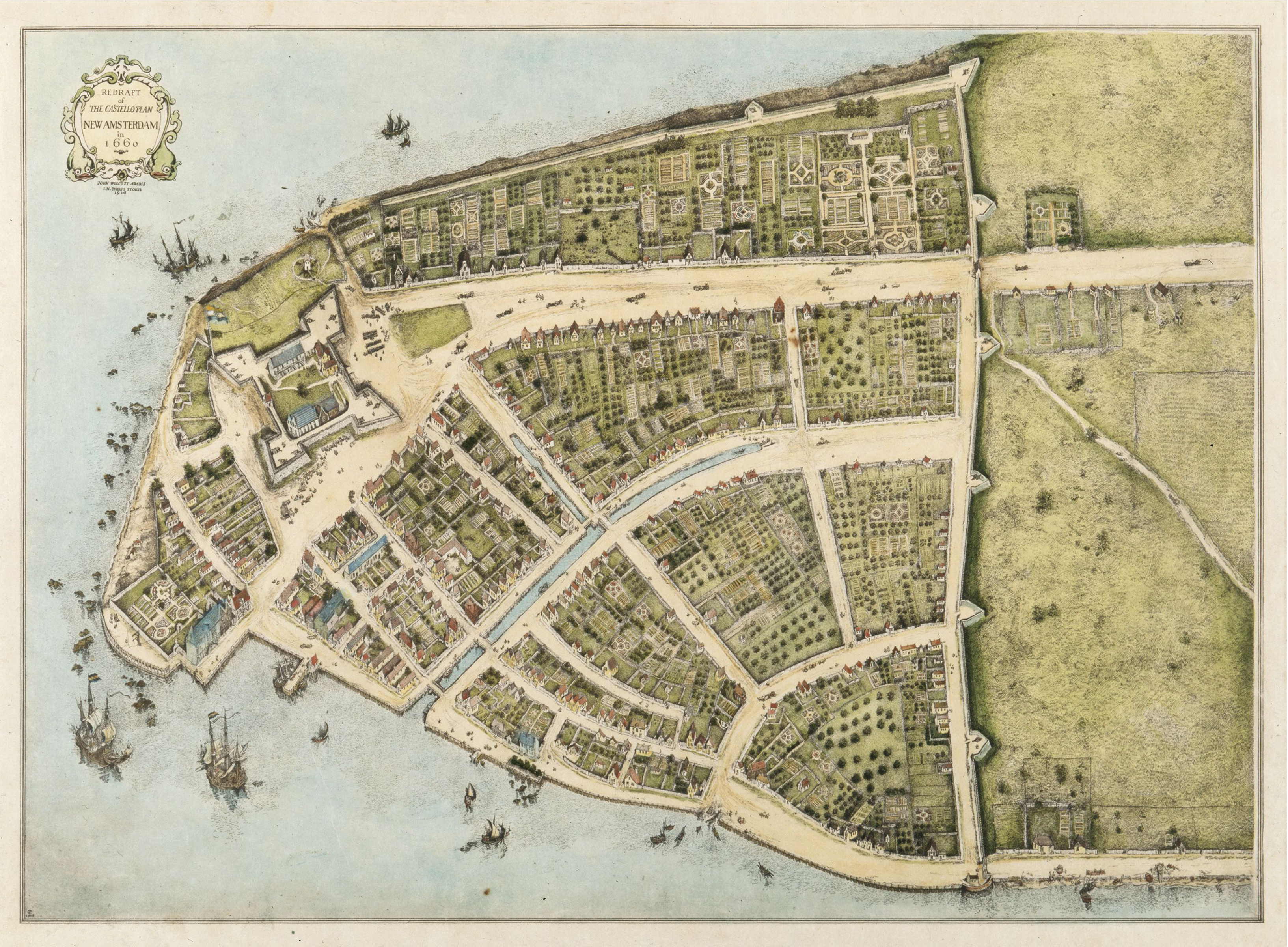
Manhattan el 1660, quan era part de Nova Amsterdam. El nord queda a la dreta.

En el moment del descobriment el 1524 per Giovanni da Verrazzano, la regió estava habitada per uns 5.000 aborígens de la tribu dels lenapes. Aquest explorador italià al servei de la corona francesa la va anomenar Nouvelle Angoulême (Nova Angulema).
En 1609 els comerciants holandesos havien establert llocs de comerç de pells als rius Hudson, Delaware i Connecticut, i la immigració europea va començar el 1614 amb colons neerlandesos, creant finalment la colònia dels Nous Països Baixos, amb capital a Nova Amsterdam. El 1626 el director de la colònia, Peter Minuit, va comprar l'illa de Manhattan als Lenape: segons la llegenda, la va pagar amb uns grans de vidre que tenien un valor de 24 dòlars. El lloc va ser rebatejat com Nova Amsterdam i es va especialitzar en el comerç de pells. La colònia el 1657 es va expandir mitjançant la conquesta de la colònia de Nova Suècia, centrada a la vall de Delaware però malgrat l'èxit comercial no va aconseguir atreure el mateix nivell d'assentament que les colònies angleses i la rendició del Fort Amsterdam al Regne Unit el 1664 fou una de les raons de la Segona Guerra Anglo-holandesa. El 1664, el duc de York va rebre el control de les colònies angleses al nord del riu Delaware. Va crear la província de Nova York a partir de l'antic territori holandès i va rebatejar Nova Amsterdam com a Nova York. Al final de la Segona guerra Anglo-Holandesa, pel Tractat de Westminster els neerlandesos van guanyar el control de Surinam i, a canvi, els anglesos van passar a controlar Nova Amsterdam. Cap a l'any 1700 la població lenape s'havia reduït a 200 habitants.

### Independència americana
La ciutat de Nova York va guanyar importància com a port comercial sota l'Imperi Britànic. El 1754 ja s'hi va fundar la primera casa d'estudis de la ciutat, la Universitat de Colúmbia.
Durant la Guerra d'Independència dels Estats Units la ciutat va emergir com a escenari d'una sèrie d'importants batalles conegudes com «la campanya de Nova York i Nova Jersey». Acabada la contesa, el Congrés Continental es va reunir a Nova York i, el 1789, el primer president dels Estats Units, George Washington, va ser presentat al Federal Hall de Wall Street. Nova York va ser la capital dels Estats Units fins a l'any següent.

### Seglexix
Al segle xix, la immigració i el desenvolupament van transformar la ciutat. Una visionària proposta de desenvolupament, el Commissioners' Plan of 1811, va expandir la xarxa urbana per tota l'illa de Manhattan, i l'obertura el 1819 del Canal d'Erie va connectar el port atlàntic amb els vastos mercats agrícoles de l'interior d'Amèrica del Nord. L'any 1835 la ciutat de Nova York havia sobrepassat Filadèlfia com la ciutat més gran dels Estats Units. La política local havia caigut sota el domini del Tammany Hall, un sistema de clientelisme polític al qual donaven suport els immigrants irlandesos. Alguns membres de l'antiga aristocràcia mercantil van contribuir a l'establiment del Central Park, el qual es va convertir en el primer parc paisatgístic d'una ciutat nord-americana l'any 1857. D'altra banda, s'esdevingué un important moviment abolicionista a Manhattan i Brooklyn, i encara que a Nova York hi havia esclaus durant la dècada de 1820, durant la següent Nova York es va convertir en el centre d'activisme abolicionista del nord del país.

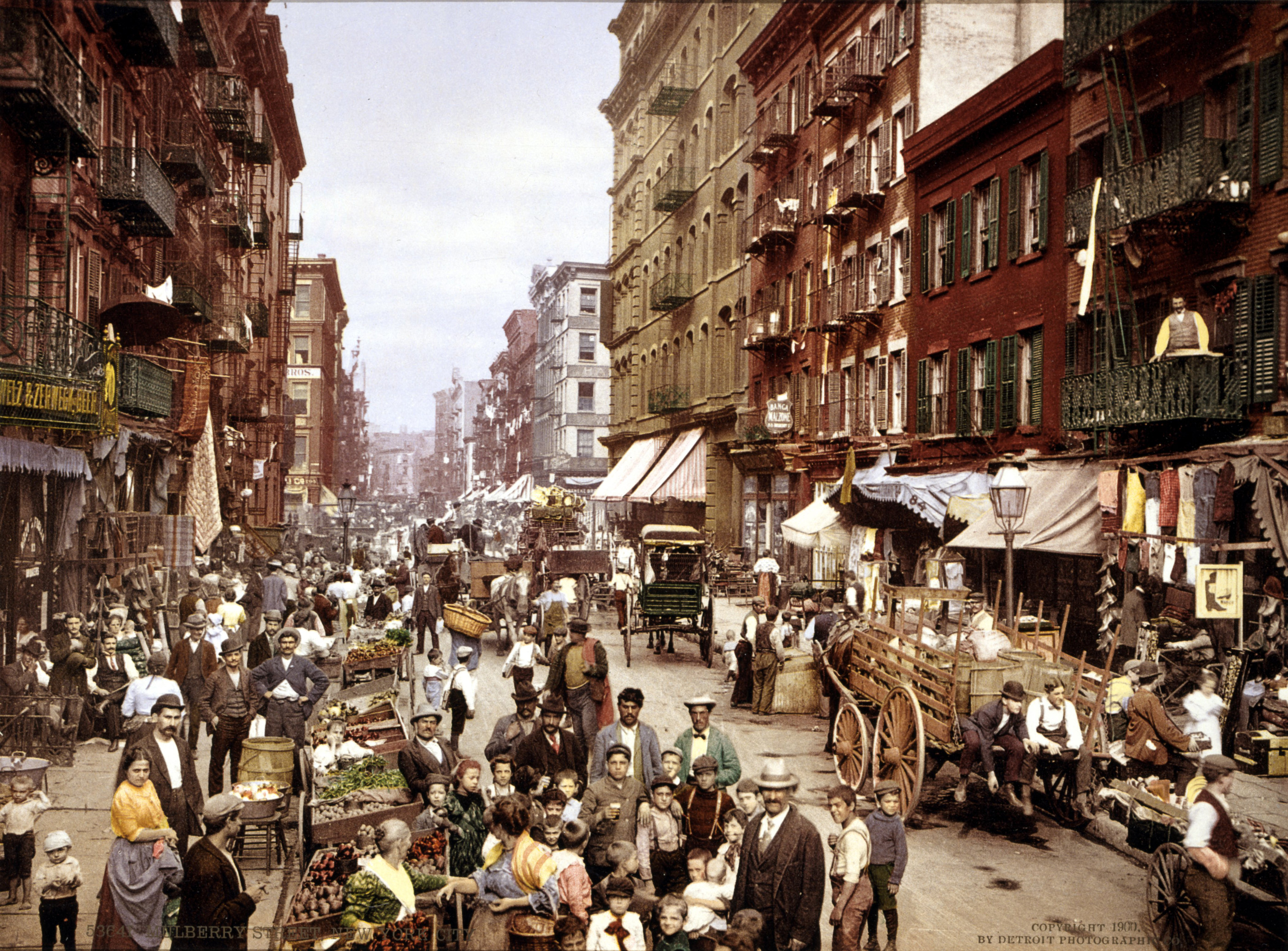
Mulberry Street, a Manhattan, ca. 1900.

Entre el 13 i el 16 de juliol de 1863 l'oposició al servei militar durant la guerra civil nord-americana (1861-1865) va provocar una sèrie de manifestacions violentes conegudes com a Draft Riots o Draft Week; aquests esdeveniments són considerats com un dels pitjors aixecaments civils de la història nord-americana. El 1898 es va formar la ciutat moderna de Nova York amb l'annexió a Manhattan de Brooklyn (fins llavors una ciutat independent) i municipalitats d'altres districtes gràcies, a projectes com el pont de Brooklyn. La inauguració del metro el 1904 va ajudar a unir la ciutat. Durant la primera meitat del segle xx es va convertir en un centre mundial per a la indústria, el comerç i les comunicacions.

### Elseglexxi el reconeixement internacional
Els anys 20 la ciutat va ser la principal destinació dels afroamericans durant l'anomenada «gran migració» des del sud nord-americà. Cap al 1916, Nova York era la llar de la diàspora urbana africana més gran de l'Amèrica del Nord. El renaixement de Harlem va florir durant l'era de la prohibició, coincidint amb una explosió econòmica que va impulsar la construcció de molts gratacels. Nova York es va convertir en la ciutat més poblada del món el 1948, quan superà Londres, que havia ocupat el primer lloc durant més d'un segle. Durant els anys de la Gran Depressió, Fiorello Laguardia va ser elegit alcalde, cosa que va propiciar la caiguda del Tammany Hall, després de vuitanta anys de poder.

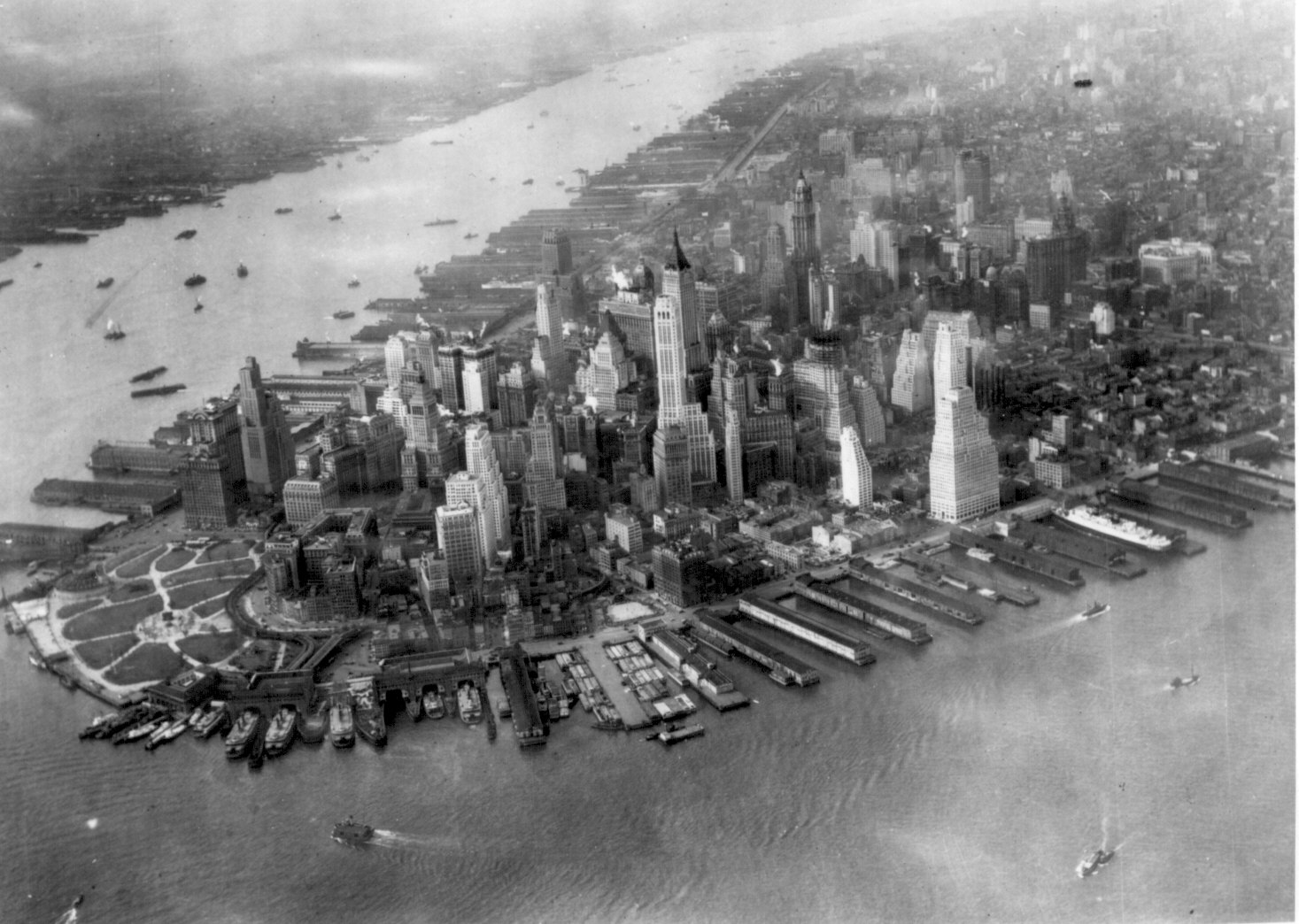
Vista aèria de Manhattan (ca. 1931)

La immigració europea i la tornada dels veterans de la Segona Guerra Mundial hi van fer un gran desenvolupament econòmic i van impulsar la construcció d'habitatges a l'est de Queens. Nova York va emergir de la guerra com la principal ciutat del món, amb Wall Street liderant l'ascens dels Estats Units com a potència econòmica dominant, la Seu de les Nacions Unides (construïda el 1952) —que demostra la influència política de Nova York— i l'ascens de l'expressionisme abstracte a la ciutat, que desbanca París del cim del món de l'art. En els anys 60 la ciutat va patir problemes econòmics i hi augmentà de la taxa de crims i el racisme, els quals hi van assolir un màxim durant la dècada següent.
En la dècada de 1980 el ressorgiment de la indústria financera va millorar la salut fiscal de la ciutat. Cap al 1990, les tensions racials s'havien calmat, els índexs criminals havien caigut dràsticament i grans onades d'immigrants hi van arribar des de l'Àsia i l'Amèrica Llatina. Van emergir nous sectors com ara Silicon Alley (negocis d'Internet) en l'economia de la ciutat.
La població de novaiorquesos va assolir el seu màxim de tots els temps al cens del 2000.

### Segle XXI
La ciutat va ser un dels objectius dels atemptats de l'11 de setembre de 2001. En aquests atacs suïcides hi van morir gairebé 3.000 persones. Dinou activistes de la xarxa Al-Qaida van segrestar quatre avions de passatgers, dos dels quals -el vol 11 d'American Airlines i el vol 175 de United Airlines - els van estavellar contra les Torres Bessones del World Trade Center, la qual cosa en provocà l'ensorrament dues hores després. Un altre avió (Vol 77 de American Airlines) va impactar contra el Pentàgon, a Virgínia, i el quart (vol 93 de United Airlines) es va estavellar en camp obert a Shanksville (Pennsilvània), després que els passatgers i la tripulació intentessin de recuperar-ne el control.
La Freedom Tower s'està construint al mateix lloc en el qual hi havia les Torres Bessones; se n'espera l'acabament per l'any 2012.
Nova York està patint caigudes contínues dels preus immobiliaris així com nivells elevats d'embargaments d'habitatges, principalment a Queens i Brooklyn.

## Geografia

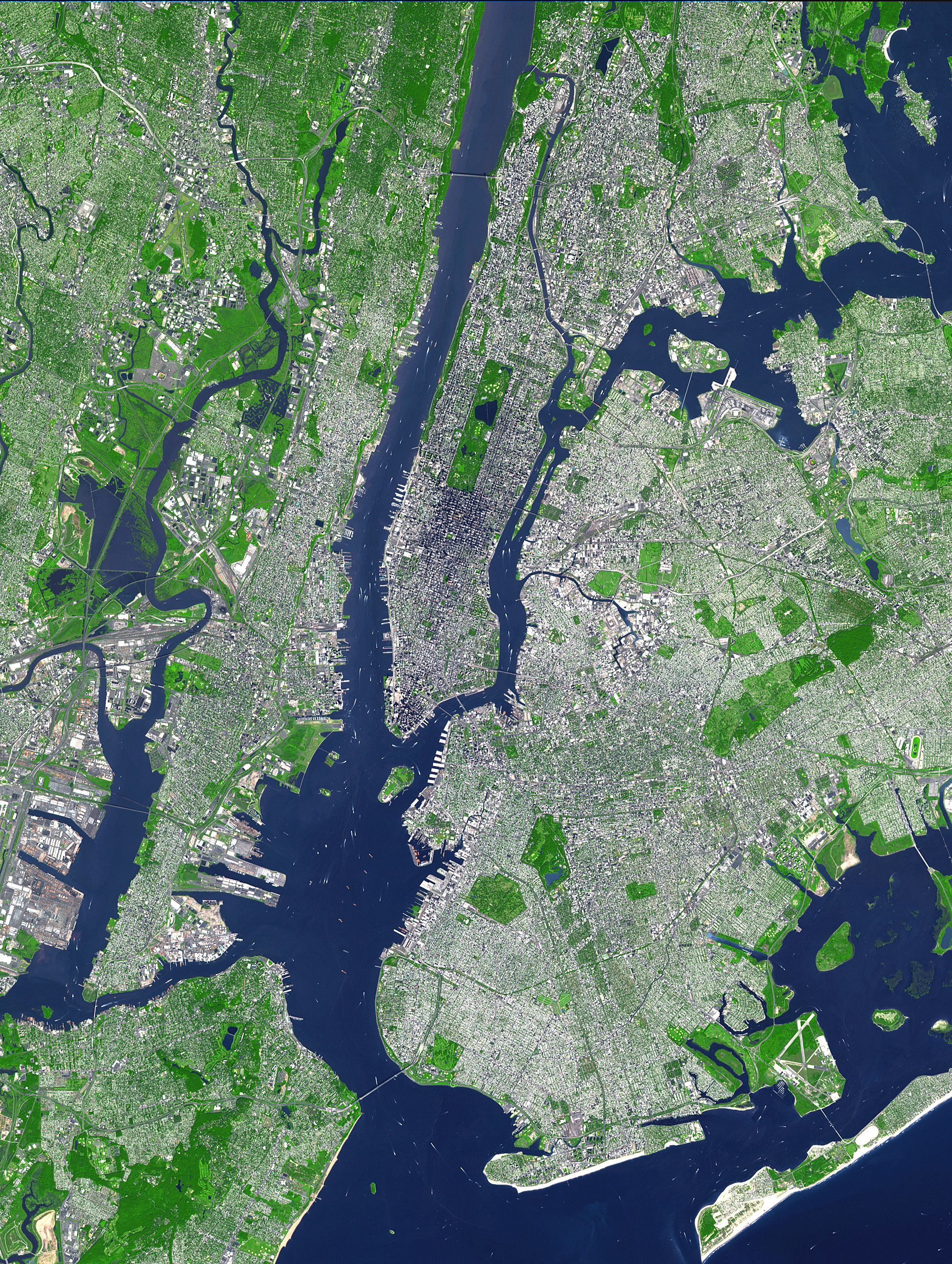
L'àrea metropolitana de Nova York.

Nova York és al nord-est dels Estats Units, al sud-est de l'estat de Nova York i a mig camí aproximadament entre Washington DC i Boston. La situació en la boca del riu Hudson a l'oceà Atlàntic, que forma un port protegit de manera natural, ha ajudat al creixement de la ciutat i ha contribuït a l'increment de la importància com a ciutat comercial. La major part de Nova York s'estén sobre tres illes: Manhattan, Staten Island i Long Island; el terreny edificable és escàs i, en conseqüència, hi ha una alta densitat de població.
El riu Hudson discorre a través de la vall homònima fins a la badia de Nova York. Entre Nova York i la ciutat de Troy el riu es converteix en un estuari. El Hudson separa Nova York de Nova Jersey. L'East River flueix des de l'estret de Long Island i separa el Bronx i Manhattan de Long Island. El riu Harlem, entre els rius East i Hudson, separa Manhattan del Bronx.
El terreny de la ciutat s'ha alterat considerablement a causa de la intervenció humana: s'ha guanyat molt terreny als rius des dels temps colonials neerlandesos. Això es nota especialment al sud de Manhattan, on es van dur a terme planificacions com Battery Park City en els anys 70 i 80 del segle xx. Algunes de les variacions d'alçada en la topografia s'han anivellat, particularment a Manhattan.
L'àrea urbana de la ciutat és de 831,4 km². El punt més alt és el turó Todt, a Staten Island (124,9 metres sobre el nivell del mar). Aquest pujol el cobreixen boscos, ja que és part del cinturó verd de Staten Island.

### Clima
Malgrat que es troba en la mateixa latitud que ciutats europees com Nàpols o València, molt més càlides, Nova York té un clima humit continental, resultat dels constants vents que hi porten aire fred des de l'interior del continent americà. Nova York té hiverns freds, però la situació costanera de la ciutat manté les temperatures una mica més càlides que a les regions interiors. La quantitat de neu és moderada: la mitjana és de 63,5 a 88,9 cm per any. La ciutat té un període temperat que dura una mitjana de 199 dies entre les gelades estacionals. La primavera i la tardor són erràtiques i poden variar des de fred i nevat a càlid i humit. L'estiu és temperat i humit, amb temperatures de 30 °C o més en una mitjana entre 18 i 25 dies cada estiu.
Tot i que no són gaire freqüents, a Nova York s'han enregistrat diversos huracans importants —com el de 1981 que va inundar el sud de Manhattan o el de 1938 que va causar la mort de més de 700 persones—, la majoria dels quals a la regió de Nova Anglaterra. Els patrons climàtics a llarg termini de la ciutat han estat causats per l'oscil·lació multi-decadal atlàntica, un cicle d'escalfament i refredament de 70 anys de durada que influeix en la freqüència i severitat d'huracans i tempestes costaneres a la regió. Val a dir, però, que alguns els científics opinen que l'escalfament global canviarà aquests patrons.
| Paràmetres climàtics mitjana de Nova York | Paràmetres climàtics mitjana de Nova York | Paràmetres climàtics mitjana de Nova York | Paràmetres climàtics mitjana de Nova York | Paràmetres climàtics mitjana de Nova York | Paràmetres climàtics mitjana de Nova York | Paràmetres climàtics mitjana de Nova York | Paràmetres climàtics mitjana de Nova York | Paràmetres climàtics mitjana de Nova York | Paràmetres climàtics mitjana de Nova York | Paràmetres climàtics mitjana de Nova York | Paràmetres climàtics mitjana de Nova York | Paràmetres climàtics mitjana de Nova York | Paràmetres climàtics mitjana de Nova York |
| Mes                                       | Gen                                       | Feb                                       | Mar                                       | Abr                                       | Mai                                       | Jun                                       | Jul                                       | Ago                                       | Set                                       | Oct                                       | Nov                                       | Des                                       | Total de l'any                            |
| ----------------------------------------- | ----------------------------------------- | ----------------------------------------- | ----------------------------------------- | ----------------------------------------- | ----------------------------------------- | ----------------------------------------- | ----------------------------------------- | ----------------------------------------- | ----------------------------------------- | ----------------------------------------- | ----------------------------------------- | ----------------------------------------- | ----------------------------------------- |
| Temperatura màxima mitjana (°C)           | 3                                         | 4                                         | 10                                        | 15                                        | 21                                        | 26                                        | 29                                        | 28                                        | 24                                        | 18                                        | 12                                        | 6                                         | 17                                        |
| Temperatura mínima mitjana (°C)           | -4                                        | -3                                        | 1                                         | 6                                         | 12                                        | 17                                        | 20                                        | 19                                        | 15                                        | 10                                        | 5                                         | -1                                        | 8                                         |
| Precipitacions (mm)                       | 86                                        | 84                                        | 99                                        | 102                                       | 112                                       | 95                                        | 112                                       | 104                                       | 99                                        | 91                                        | 127                                       | 99                                        | 1.124                                     |
| Font: Weatherbase                         |                                           |                                           |                                           |                                           |                                           |                                           |                                           |                                           |                                           |                                           |                                           |                                           |                                           |

### Medi ambient

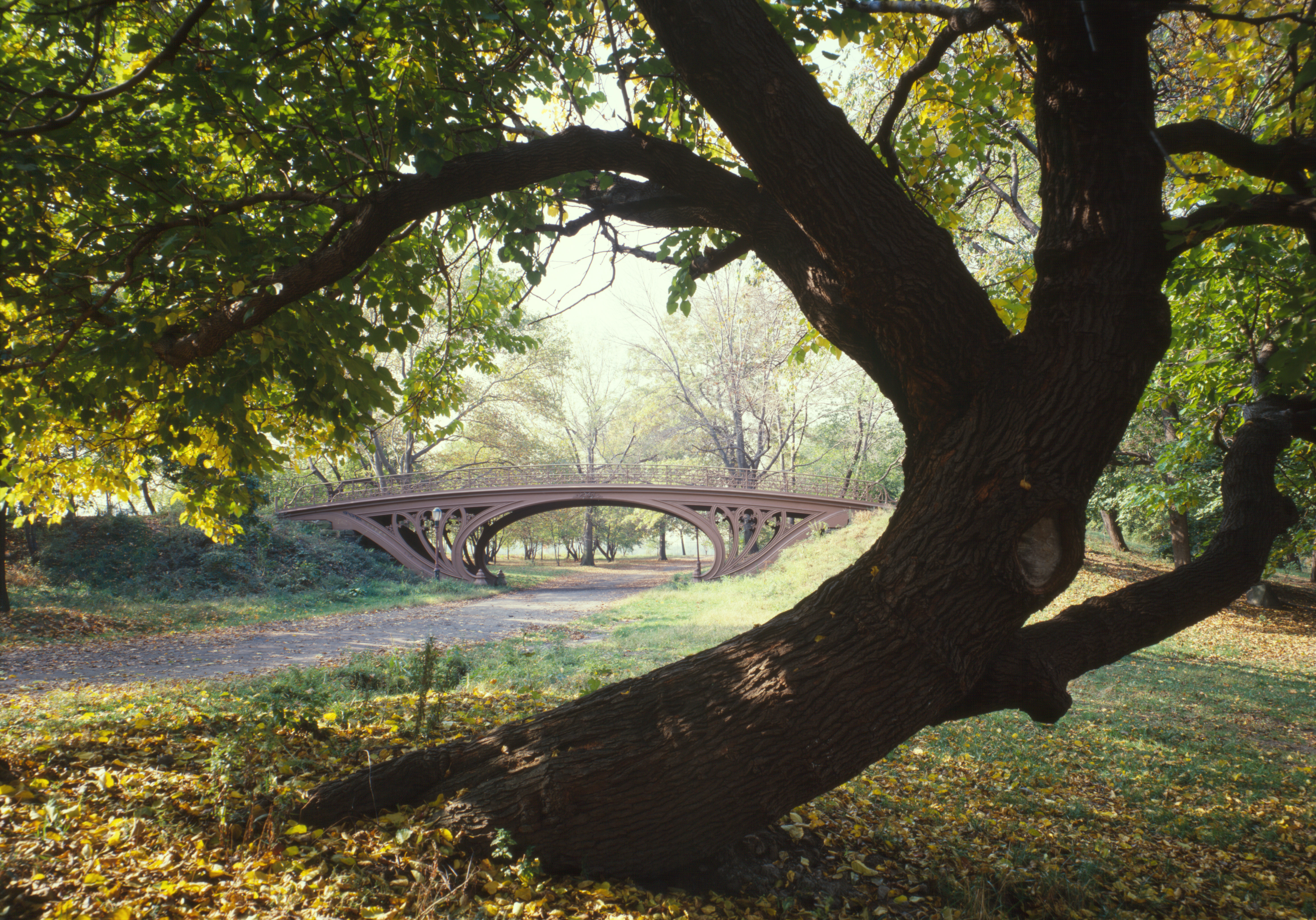
El Central Park, a Manhattan, és el parc urbà més visitat dels Estats Units.

L'ús del transport públic a Nova York és el més alt dels Estats Units i el consum de combustible està al mateix nivell que la mitjana nacional del 1920. La densa població de Nova York i la baixa dependència dels automòbils han ajudat a ubicar la ciutat entre les consumidores d'energia més eficients del país. Les emissions de gasos amb efecte d'hivernacle són relativament baixes quan es mesuren per capita, de 7,1 tones cúbiques per persona, per sota de la mitjana nacional, que és de 24,5. Els novaiorquesos són responsables de l'u per cent de les emissions de gasos del país, malgrat que s'hi trobi el 2,7 per cent de la població nacional. El novaiorquès mitjà consumeix menys de la meitat d'electricitat que un resident de San Francisco i gairebé un quart de la consumida per un resident de Dallas.
En els últims anys, la ciutat ha intentat reduir el seu impacte mediambiental. Les grans quantitats de contaminació a Nova York van donar lloc a un alt índex de malalts d'asma i d'altres malalties respiratòries entre els seus habitants. Nova York compta a més amb la major flota de busos híbrids o equipats amb gas natural comprimit del país, així com amb alguns dels primers taxis híbrids.
Nova York es proveeix d'aigua potable de les Catskill Mountains. Com a resultat d'aquest origen amb un procés de filtratge natural, Nova York és una de les cinc principals ciutats dels Estats Units amb aigua potable prou pura com per no necessitar un tractament de purificació per mitjà de plantes de tractament d'aigua.

## Característiques urbanes

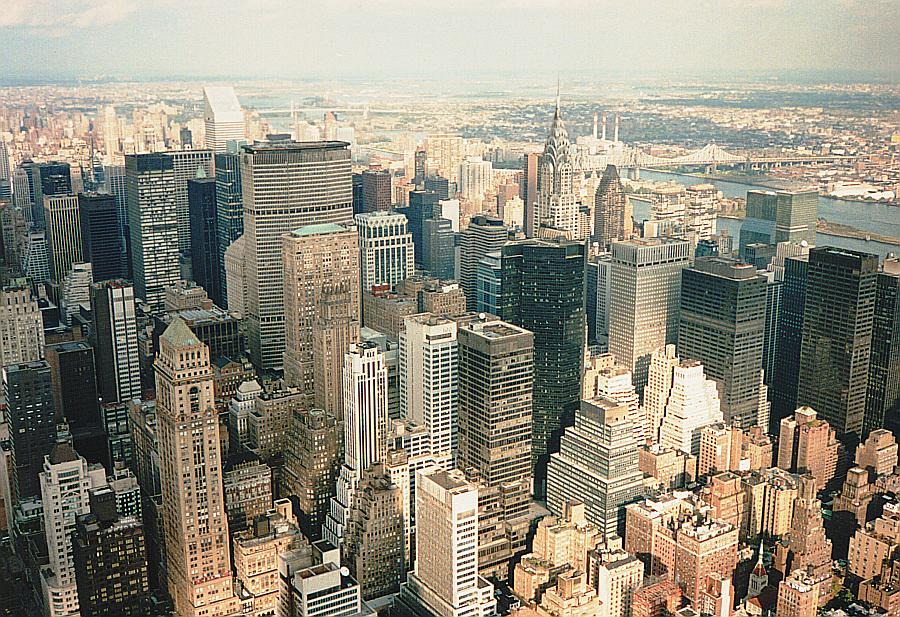
Els gratacels són el component principal de la silueta de la ciutat.

### Arquitectura
L'edifici més associat a la ciutat de Nova York és el gratacel: Nova York té al voltant de 4.493 edificis d'aquest tipus, més que cap altra ciutat del món. Envoltada principalment per aigua, la densitat residencial de la ciutat i l'alt valor del terreny als districtes comercials va fer que aparegués la més gran col·lecció d'edificis d'oficines i torres residencials del món.
Nova York té importants edificis en un ventall molt ampli d'estils arquitectònics. Un exemple d'estil neogòtic és el Woolworth Building (1913). El 1916 una resolució municipal va determinar un espai mínim obligatori entre els edificis i la línia de fons, a fi que la llum del sol arribés als carrers. El disseny art déco de l'edifici Chrysler (1930) reflecteix aquests nous requeriments. L'edifici és considerat per molts historiadors i arquitectes com el millor de la ciutat, amb la seva ornamentació distintiva, composta per àguiles i una il·luminació en forma de V. D'altra banda, un important exemple de l'estil internacional als Estats Units és l'edifici Seagram (1957).
Els grans districtes residencials de Nova York es defineixen per les seves elegants terrasses i petit hôtels coneguts tradicionalment com a brownstone pel seu característic revestiment amb gres marró; van ser construïts durant un ràpid període d'expansió que tingué lloc entre 1870 i 1930. La pedra i el maó es van convertir en els materials de construcció preferits de la ciutat, després de les limitacions que es van imposar en la construcció de cases de fusta a conseqüència del gran incendi que va tenir lloc el 1835. Al contrari que París, que sempre va ser construïda a partir de la seva pròpia reserva de pedra, Nova York sempre va obtenir la seva d'una gran xarxa de proveïdors, la qual cosa confereix a la pedra de Nova York una gran varietat de textures. Un tret distintiu de molts dels edificis de la ciutat és la presència de torres d'aigua muntades als sostres: en la dècada del 1800, la ciutat exigia la seva instal·lació en edificis de més de sis pisos per prevenir la necessitat d'una pressió d'aigua excessivament alta, la qual cosa rebentaria les canonades municipals.

### Parcs

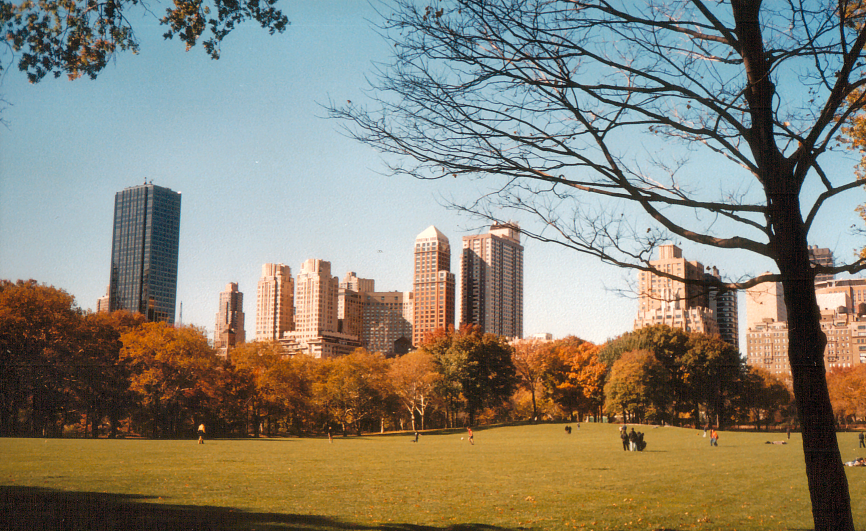
El Central Park.

Nova York té més de 113 km² de parcs i 22 km de platges públiques. Entre els seus principals espais verds s'hi troben els següents:
- El Central Park, de 3,41 km² (en un rectangle de 4 km x 800 m) està situat a Manhattan. És el parc més visitat dels Estats Units, amb uns 25 milions de turistes a l'any,[54] i apareix a nombroses pel·lícules i programes de televisió, la qual cosa també l'ha convertit en un dels parcs urbans més famosos del món.[55] El parc és dirigit per la Central Park Conservancy, una empresa privada sense ànim de lucre que té un contracte amb el |Departament de Parcs i Lleure de Nova York.[56] El Central Park limita pel nord amb el Carrer 110, per l'oest amb el carrer Central Park Oest, pel sud amb el Carrer 59 i per l'est amb la Cinquena Avinguda. Els trams d'aquests carrers que passen al voltant de Central Park són coneguts normalment amb el nom de Central Park Nord, Central Park Sud i Central Park Oest, respectivament. La Cinquena Avinguda, tanmateix, conserva el seu nom malgrat limitar amb el parc per la vora aquest.[57] El parc va ser dissenyat per Frederick Law Olmsted i Calvert Vaux, que més tard van crear el Brooklyn's Prospect Park.[58] Tot i que gran part del parc sembla natural, té diversos llacs artificials, dues pistes de patinatge sobre gel i àrees d'herba usades per a diverses activitats esportives.[59] S'hi troben nombroses escultures i monuments, entre ells obres d'autors com Jeroni Suñol (Cristòfor Colom) o Josep de Creeft (Alícia en terra de meravelles).
- El Flushing Meadows – Corona Park és el segon parc més gran de la ciutat; es troba a Queens. Va ser seu de les Exposicions Universals de 1939 i de 1964.[cal citació]
- El Prospect Park, a Brooklyn, és un parc públic de 2,1 km².[60] És mantingut pel Departament de Parcs i Recreació de Nova York. Va ser dissenyat també per Olsmted i Vaux després que finalitzessin el Central Park. Entre les atraccions s'hi troben el Long Meadow, un prat de 36 hectàrees, el més gran de qualsevol parc nord-americà; la Picnic House, seu d'oficines i un gran saló d'esdeveniments per a 175 persones; Litchfield Villa, antiga casa dels propietaris de la part sud del parc; el Zoològic Prospect; i el llac Brooklyn, de 24 hectàrees. També hi ha diverses instal·lacions per practicar esports, incloent-hi set camps de beisbol. Hi ha, a més, un cementiri quàquer en un sector anomenat Quaker Hill.[cal citació]

## Govern

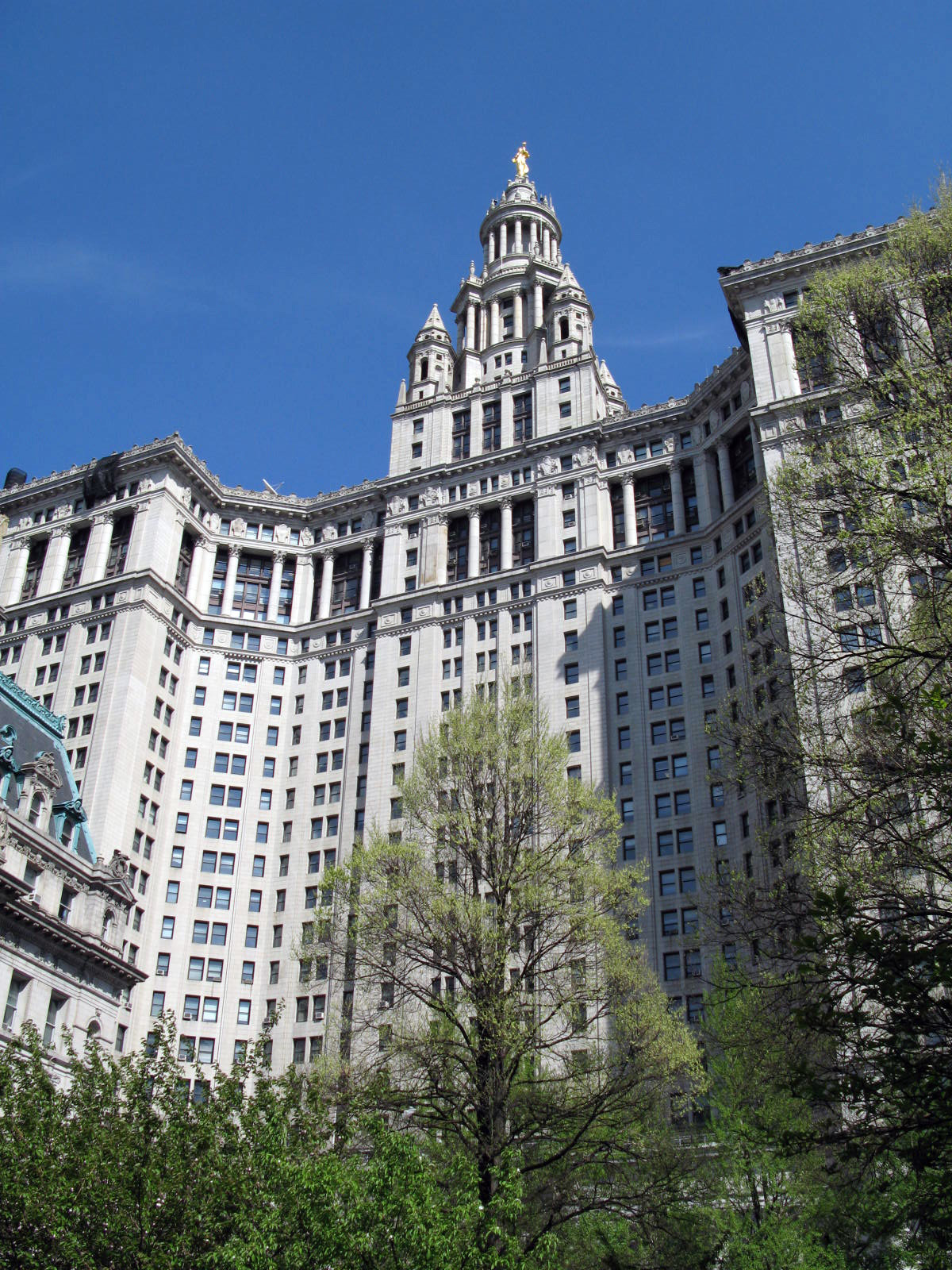
L'Edifici Municipal de Manhattan és la seu de moltes agències de la ciutat, i és un dels edificis d'oficines governamentals més grans del món.

Des de la seva consolidació el 1898, la ciutat de Nova York ha estat una municipalitat metropolitana, amb un sistema de govern liderat per un alcalde i un Consell de la ciutat. El govern és més centralitzat que els de la majoria de les altres ciutats nord-americanes: és el responsable de l'educació pública, institucions correccionals, biblioteques, seguretat pública, espais de lleure, sanitat, abastament d'aigua i serveis socials. L'alcalde i el Consell són elegits cada quatre anys, reelegibles una vegada. El Consell de Nova York és un cos unicameral que consisteix en 51 membres els districtes dels quals estan definits per límits geogràfics de població.
El 5 de novembre de 2013, Bill de Blasio va guanyar les eleccions a l'alcaldia, rebent quasi el 73 per cent dels vots pel Partit Demòcrata. És el primer alcalde novaiorquès per aquest partit des del 1993.
L'anterior alcalde va ser Michael Bloomberg, un ex-demòcrata i actual independent, elegit com a republicà el 2001 i reelegit el 2005 amb un 59 per cent dels vots. És conegut per haver pres el control del sistema educatiu de la ciutat de mans de l'Estat, pel desenvolupament econòmic i per una agressiva política de salut pública. En el seu segon mandat tingué en la reforma d'escoles, la reducció de la pobresa i un estricte control de les armes les prioritats centrals de la seva administració. Juntament amb l'alcalde de Boston, Thomas Menino, va fundar el 2006 la Coalició d'Alcaldes contra les Armes Il·legals, una organització l'objectiu de la qual és «assegurar el públic traient les armes il·legals dels carrers». El Partit Demòcrata exerceix la majoria dels càrrecs públics. El 66% dels votants registrats són demòcrates.
La geografia política de la ciutat de Nova York és inusual. Es compon de cinc districtes o comunes, cadascuna de les quals coincideix amb un de cinc comtats de la ciutat de Nova York: Manhattan, amb el Comtat de Nova York; Queens, amb el Comtat de Queens; Brooklyn, amb el Comtat de Kings; Bronx, amb el Comtat de Bronx, i Staten Island, amb el Comtat de Richmond. Després de la consolidació de la ciutat, tots els governs previs van ser abolits i van ser reemplaçats per l'actual govern centralitzat i unificat. Tanmateix, cada comtat manté el seu propi fiscal de districte, i la majoria del sistema de corts està organitzada per comtats. Com a seu de l'Organització de les Nacions Unides, Nova York té la major quantitat d'entitats consulars, consolats generals i oficines de consolats honoraris.

### Districtes

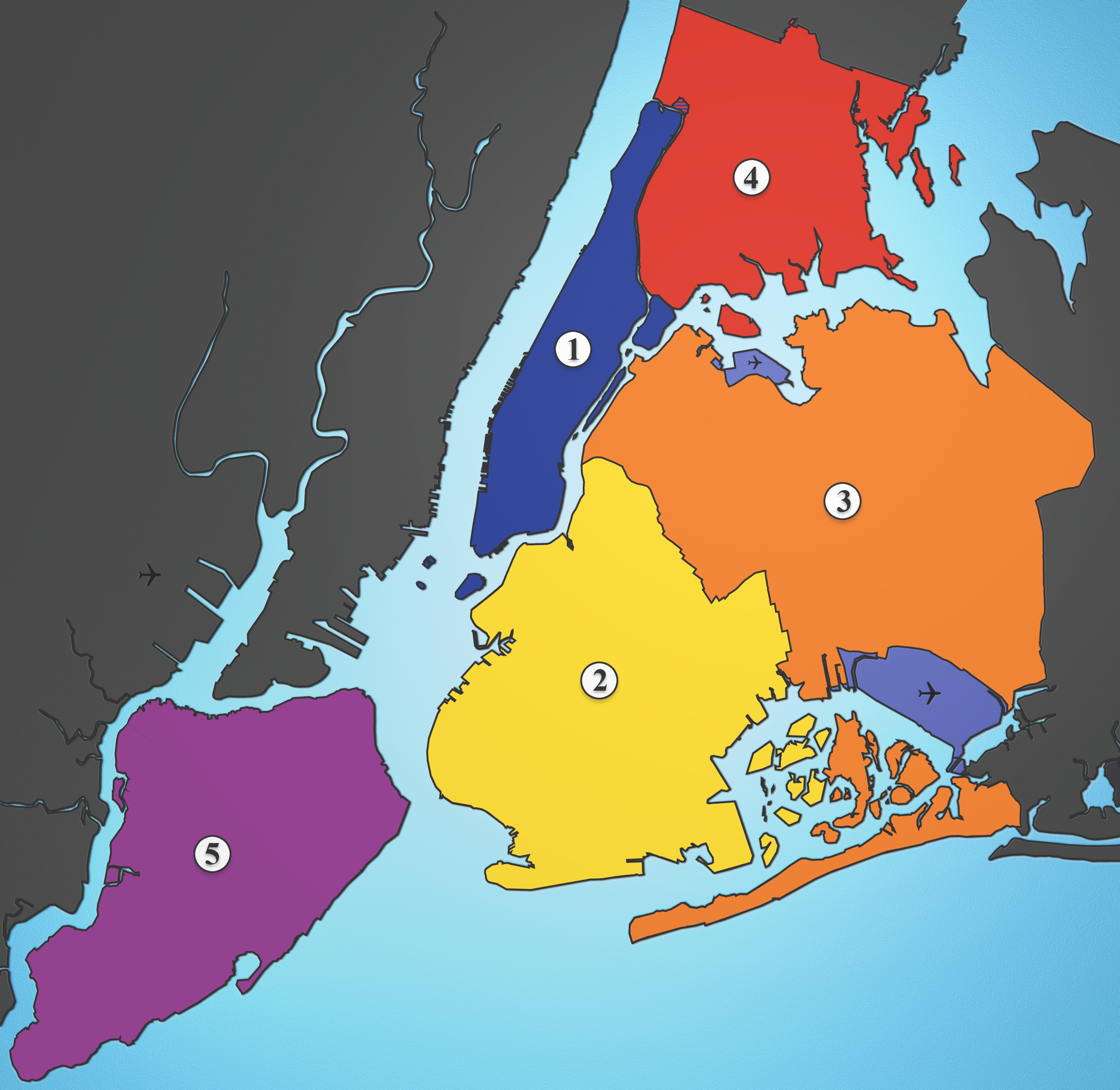
Els cinc districtes del nucli: Manhattan, Brooklyn, Queens, The Bronx i Staten Island

La ciutat de Nova York es compon de cinc districtes o comunes anomenats boroughs, una forma de govern inusual utilitzada per administrar els cinc comtats que constitueixen la ciutat. Entre tots els districtes hi ha centenars de barris, molts amb una identitat i passat propis. Si cadascun dels districtes fos una ciutat independent, Brooklyn, Queen, Manhattan i Bronx estarien entre les deu ciutats més poblades dels Estats Units.
- El Bronx (1.364.566 habitants)[68] és el districte situat més al nord. En ell s'hi troba el Yankee Stadium, l'estadi dels New York Yankees. A excepció d'una petita part de Manhattan coneguda com a Marble Hill, el Bronx és l'única secció de la ciutat que és part de la plataforma continental dels Estats Units. És la seu del Bronx Zoo, el zoològic metropolità més gran del país, que ocupa una àrea de 107,2 hectàrees i és la llar de més de 6.000 animals.[69] El Bronx també és el bressol del rap i de la cultura hip-hop.[70]
- Brooklyn (2.511.408 habitants)[68] és el districte més poblat de la ciutat; va ser una ciutat independent fins a 1898. Brooklyn és conegut per la seva diversitat cultural, social i ètnica, per la seva escena artística independent, pels barris distintius i per comptar amb un patrimoni arquitectònic únic. Té platges molt llargues i la península de Coney Island, on es van establir en els anys 1870 els primers parcs de diversions del país.[71]
- Manhattan (1.593.200 habitants)[68] és el districte més dens i on es troben la majoria dels gratacels de la ciutat; també s'hi troba el Central Park. És el centre financer de la ciutat i s'hi troben edificis com casernes generals de moltes corporacions importants –com l'ONU–, importants universitats, atraccions culturals –incloent-hi museus i teatres com el de Broadway–, el Greenwich Village i el Madison Square Garden. Manhattan es divideix bàsicament en les regions de Lower, Midtown i Uptown. Uptown Manhattan està dividit pel Central Park per Upper East Side i Upper West Side, i el nord del parc rep el nom d'Harlem.

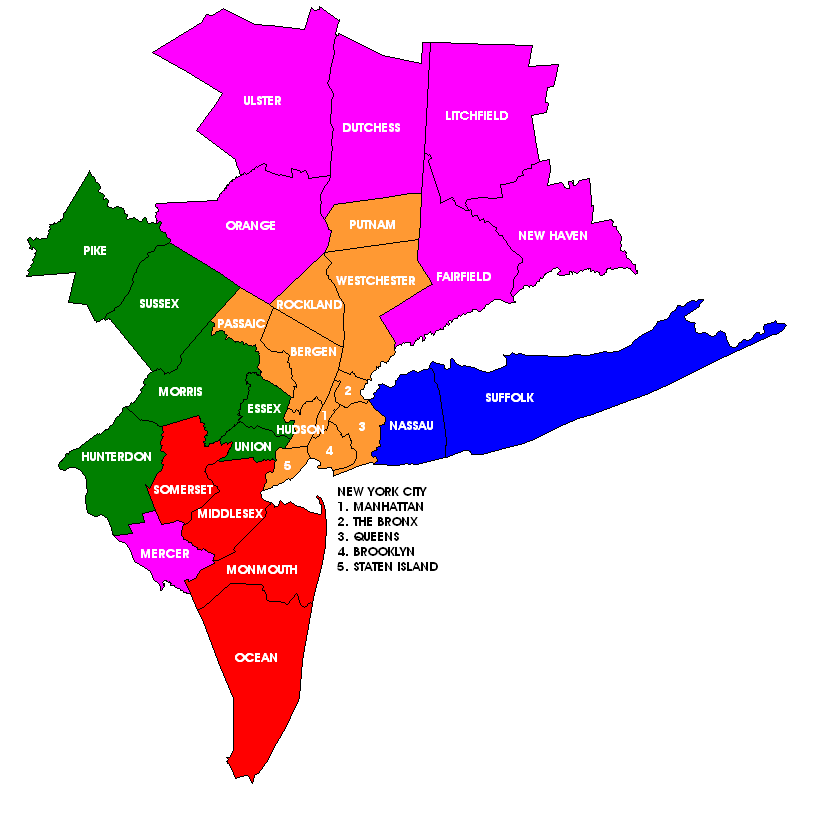
Els trenta comtats de la metròpoli; es pot destacar que els corresponents districtes no han d'anomenar-se igual i, a més, qualsevol ciutat dins d'un comtat serà també un altre districte.

- Queens (2.256.576 habitants)[68] és el districte geogràficament més gran i el comtat ètnicament més divers dels Estats Units[72] i pot superar Brooklyn com el més poblat de la ciutat donat el seu creixement. En els seus orígens, el districte era una col·lecció de petits pobles i viles fundats pels neerlandesos; en l'actualitat és majoritàriament residencial i de classe mitjana. És l'únic gran comtat del país en el qual la mitjana d'ingressos dels negres (52.000 $ aproximadament) és més alta que la dels blancs.[73] Queens és llar del Shea Stadium, casa dels New York Mets, i anualment allotja l'Open dels Estats Units de tennis. A més, al districte de Queens s'hi troben els dos principals aeroports de la ciutat, l'Aeroport LaGuardia i l'Aeroport Internacional John F. Kennedy.[cal citació]
- Staten Island (475.014 habitants)[68] és un districte de caràcter residencial. Està connectat amb Brooklyn pel pont Verrazano Narrows i amb Manhattan amb el Ferri de Staten Island. Fins a l'any 2001, al districte s'hi trobava l'abocador d'escombraries més gran del món. El 2006 s'hi van començar les obres per a transformar-lo en un parc.[74][Cal actualitzar] Staten Island té al voltant de la meitat de l'àrea protegida de la ciutat; un terç del districte és boscosa.

## Economia

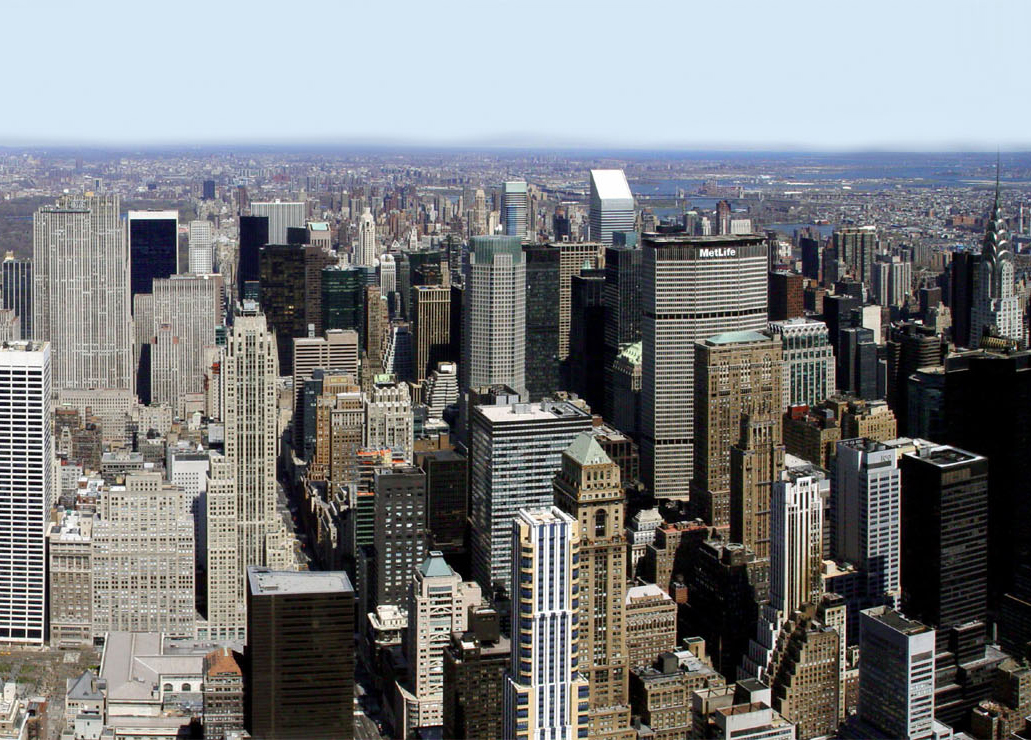
Midtown Manhattan és el districte de negocis més gran dels Estats Units.

La ciutat de Nova York és un enllaç per al comerç mundial i els negocis internacionals, i és un dels centres neuràlgics de l'economia mundial (juntament amb París, Londres i Tòquio). La ciutat és un dels principals centres de finances, asseguradores, béns immobles, mitjans de comunicació i arts dels Estats Units. La seva àrea metropolitana té un Producte Metropolità Brut (un índex similar al PIB però localitzat en una àrea urbana) de 952,6 mil milions de dòlars el 2005, l'economia regional més alta del país. L'economia de la ciutat prové majoritàriament de l'activitat econòmica dels estats de Nova York i Nova Jersey. Moltes de les principals corporacions mundials tenen la seva seu a la ciutat, incloent-hi 44 companyies de les 500 més riques segons la revista Fortune. Nova York destaca als Estats Units per la seva gran quantitat d'empreses estrangeres: un de cada deu llocs de treball del sector privat és ofert per una empresa d'aquest tipus.

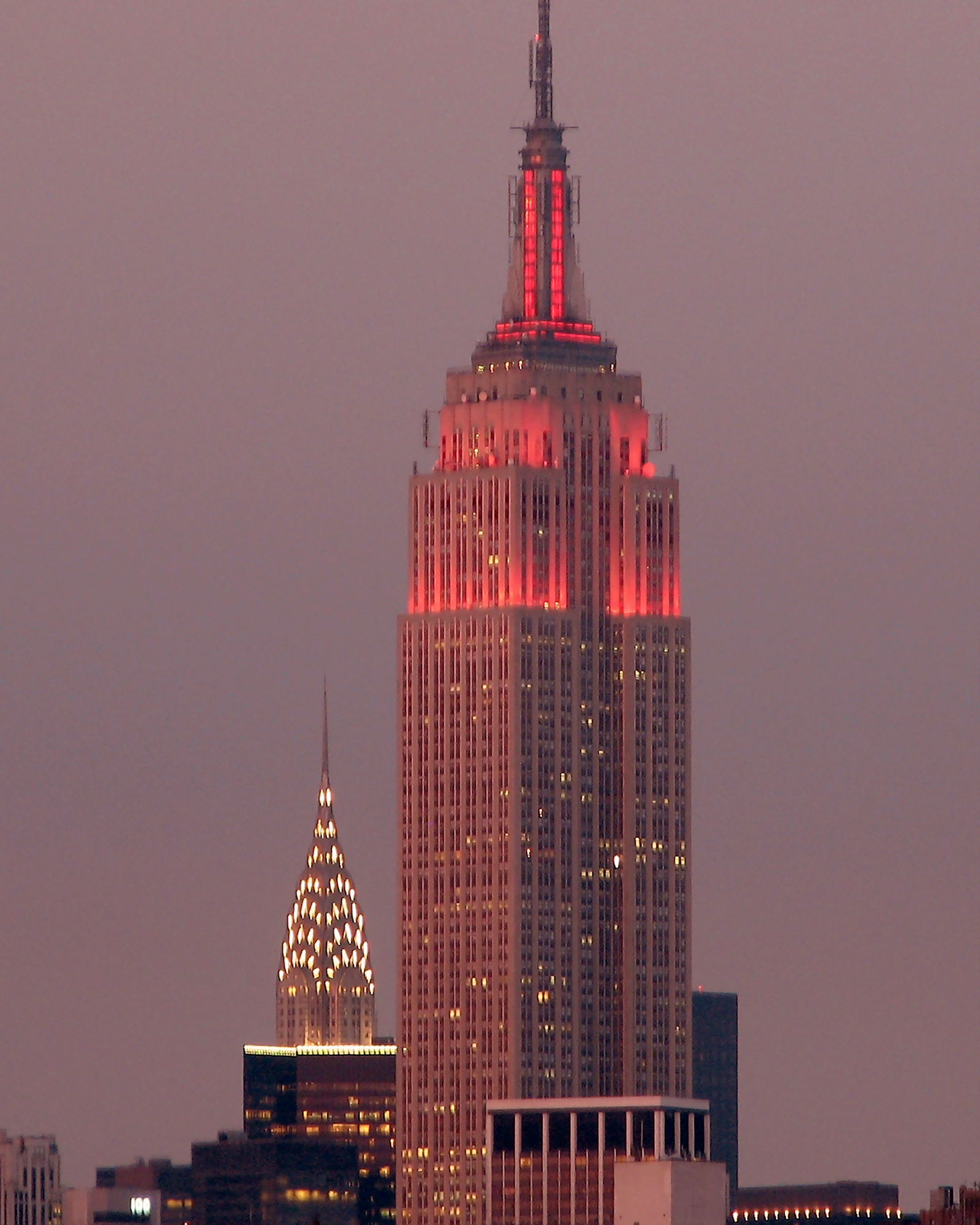
L'Empire State és una de les principals icones de la ciutat.

El PIB de Nova York era el 2001 de 826.488 milions de dòlars, un 8,2 per cent del total nacional. Si Nova York fos un país independent seria una de les 15 principals economies del món.
Nova York també té algunes de les propietats més rendibles del món. El número 450 de Park Avenue va ser venut el 2 de juliol del 2005 per 510 milions de dòlars —la qual cosa equivaldria a 17.104 $ per metre quadrat—, trencant així el rècord del mes anterior de 15.887 $/m², que es va aconseguir amb la venda del número 660 de Madison Avenue.
La Borsa de Nova York –ubicada a Wall Street– i el NASDAQ són la primera i segona borses del món respectivament, per volum d'intercanvi i per capitalització general del mercat. El negoci dels béns immobles és una de les principals potències de l'economia de la ciutat, ja que el valor total de totes les propietats de la ciutat va ascendir a 802.400 milions de dòlars el 2006.
La indústria del cinema i la televisió de la ciutat és la segona del país, per darrere de Hollywood. Les indústries denominades «creatives», tals com nous mitjans de comunicació, publicitat, moda, disseny i arquitectura, compten amb el major creixement d'ocupació; Nova York té un fort avantatge competitiu en aquestes indústries. Per la seva part, les indústries d'alta tecnologia com biociència, desenvolupament de programari, disseny de videojocs i serveis d'Internet també estan creixent. Altres sectors importants inclouen la investigació i tecnologia mèdica, organitzacions no governamentals i universitats.

### Turisme
El turisme és una de les principals activitats econòmiques de la ciutat: per Nova York passen 40 milions de turistes —tant nacionals com estrangers— cada any. Entre les principals destinacions s'hi troben l'edifici Empire State, l'Ellis Island, les produccions teatrals de Broadway, museus tals com el Metropolità d'Art, el Central Park, el Rockefeller Center, Times Square, el Zoològic del Bronx i el Jardí botànic. Les compres de luxe a les avingudes Cinquena i Madison també són un important atractiu per als sectors més acomodats.

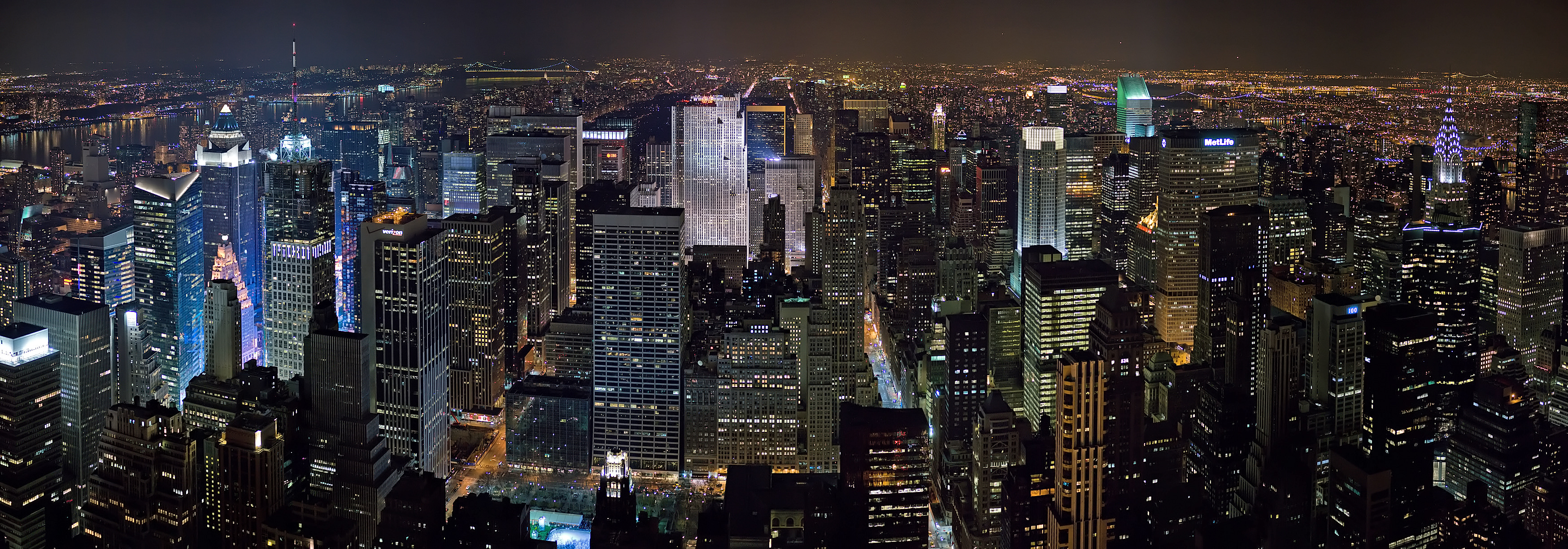
Nova York de nit, vista des de l'Empire State Building.

## Criminalitat
Un estudi de la revista Forbes el 2007 ubicà Nova York com una de les metròpolis més segures dels Estats Units, amb una taxa de 7,3 assassinats per cada 100.000 habitants, la qual cosa la col·loca en el lloc 50 de 72 ciutats amb una població gran de 250.000 persones, molt per sota de la primera, Detroit, amb 47,3 assassinats per cada 100.000 habitants.

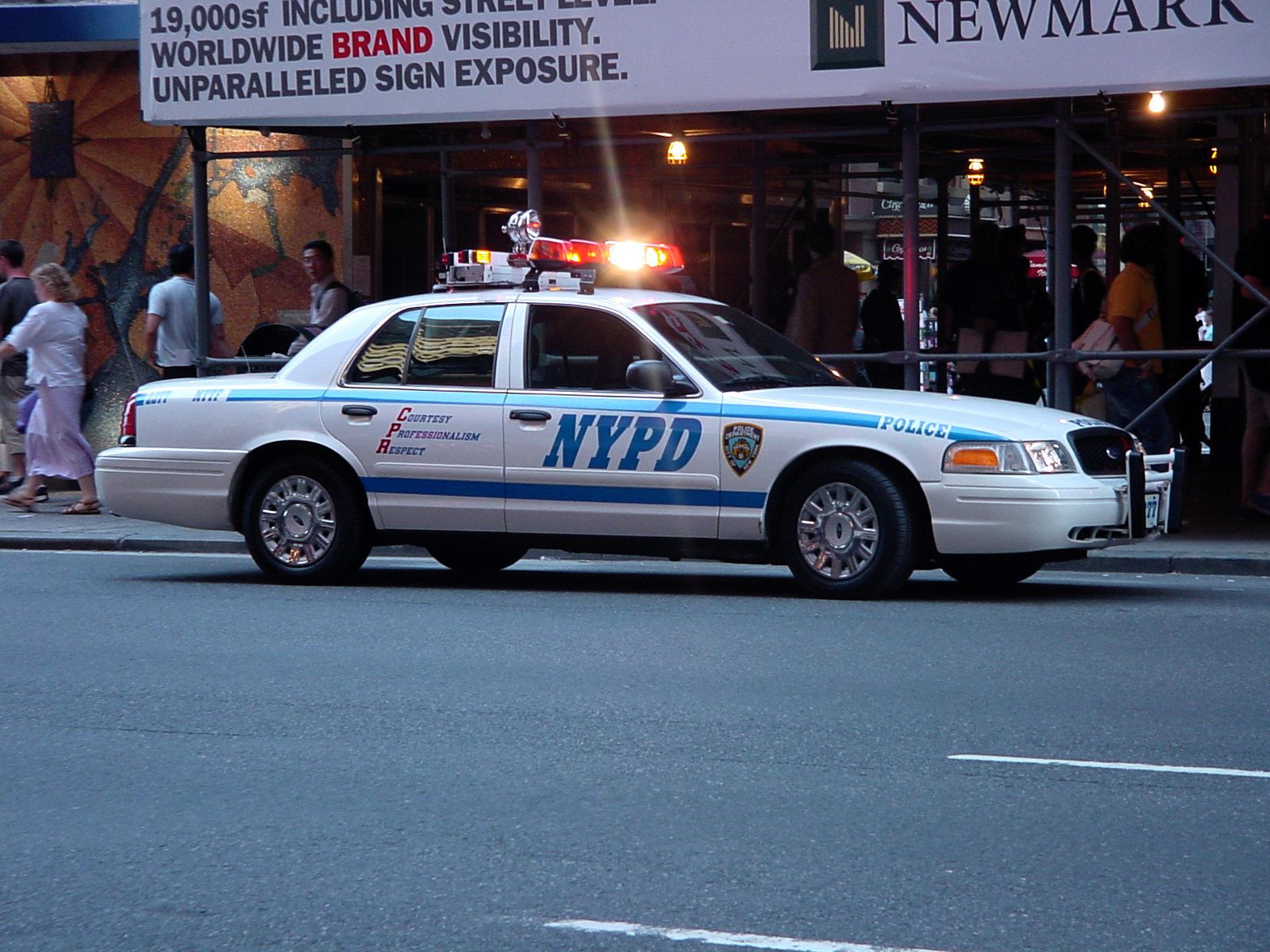
Una patrulla del Departament de policia de Nova York a Times Square.

El crim organitzat ha tingut un important desenvolupament, començant pels Forty Thieves i els Roach Guards en els Five Points en els anys 1820. El segle xx va viure l'ascens de la màfia dominada per les Cinc Famílies. Algunes colles, entre les quals s'inclouen els Black Spades, també van néixer i créixer el segle passat.
L'apogeu criminal va tenir lloc durant la dècada de 1980 i principis de la dècada de 1990 a causa de la denominada «epidèmia del crac» que va colpejar a la ciutat. El 1990 el Departament de policia de Nova York (NYPD) va adoptar el COMPSTAT i altres estratègies en un gran esforç per reduir la delinqüència. La dràstica caiguda del crim a la ciutat ha estat atribuïda pels criminòlegs a aquestes tàctiques polítiques, al final de l'epidèmia del crac i als canvis demogràfics.
En la primera dècada del segle xxi els delictes amb violència a la ciutat es van reduir molt i la taxa d'assassinats l'any 2005 va tenir el seu nivell més baix des de 1963.

## Educació

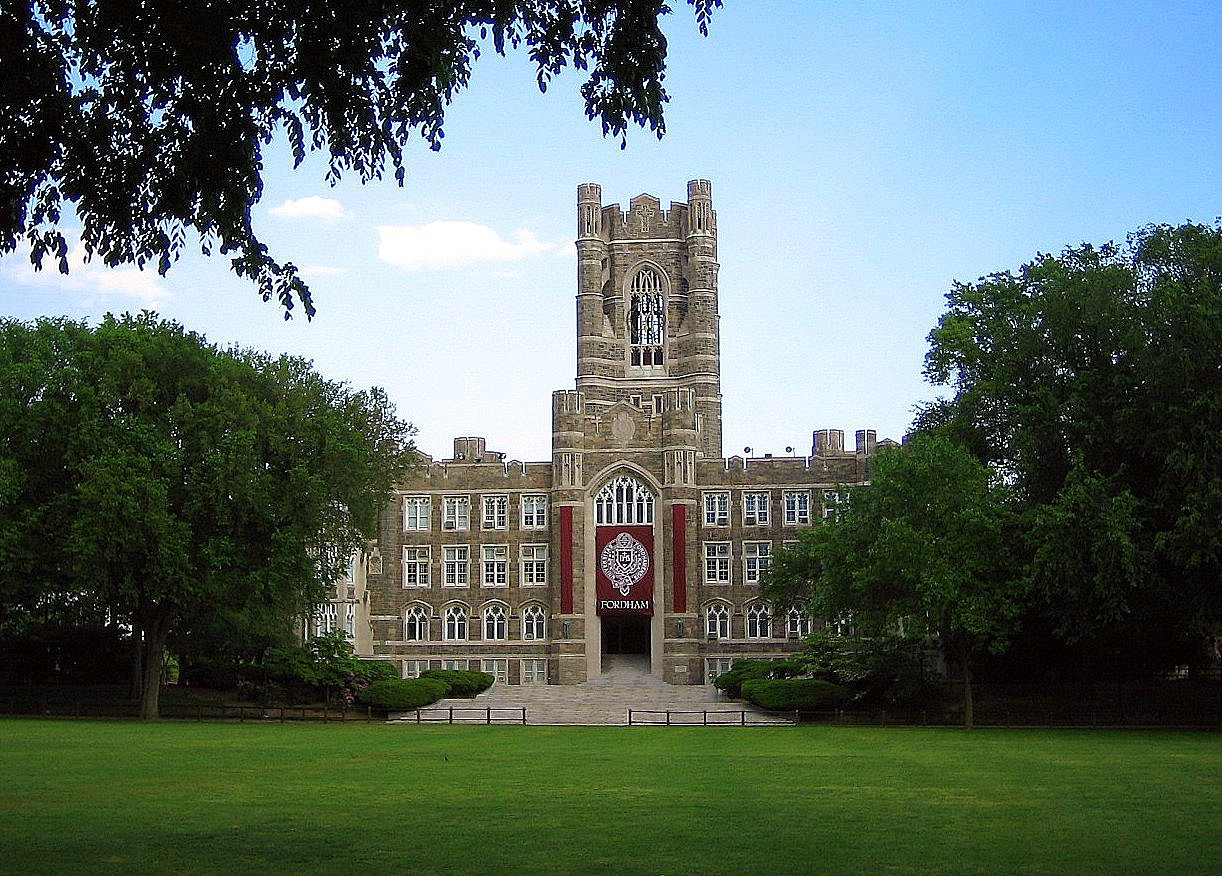
La Universitat de Fordham, al Bronx.

El sistema d'escoles públiques depèn del Departament d'Educació de la Ciutat De Nova York, i és el més gran els Estats Units. A la ciutat hi ha al voltant d'1,1 milions d'estudiants distribuïts en més de 1.200 escoles primàries i secundàries. Existeixen unes altres 900 entitats educatives privades tant laiques com religioses, a part d'algunes de les escoles més prestigioses privades del país.
Tot i no ser una ciutat amb un tradicional ambient estudiantil, a Nova York hi resideixen prop de 594.000 estudiants universitaris. El 2005, tres de cada cinc residents de Manhattan eren graduats universitaris, i un de cada quatre tenia un títol de postgrau, formant així una de les majors concentracions de persones amb estudis superiors dels Estats Units. Nova York és també la seu d'importants i prestigiosos centres universitaris, com el Barnard College, la Universitat de Colúmbia, la Universitat de Fordham, la Universitat de Nova York, la Universitat Pastura, el Berkeley College, la Universitat de St. John's i la Yeshiva University. Existeixen també dotzenes d'altres universitats privades més petites, incloent-hi moltes de religioses i especialitzades, com la Juilliard School, la Universitat Rockefeller i l'Escola d'Arts Visuals.
La major part de la investigació científica que es du a terme a la ciutat és sobre medicina i biologia. A Nova York hi ha prop de 40.000 metges, i 127 guanyadors del Premi Nobel tenen alguna relació amb les institucions educatives locals.

## Transport

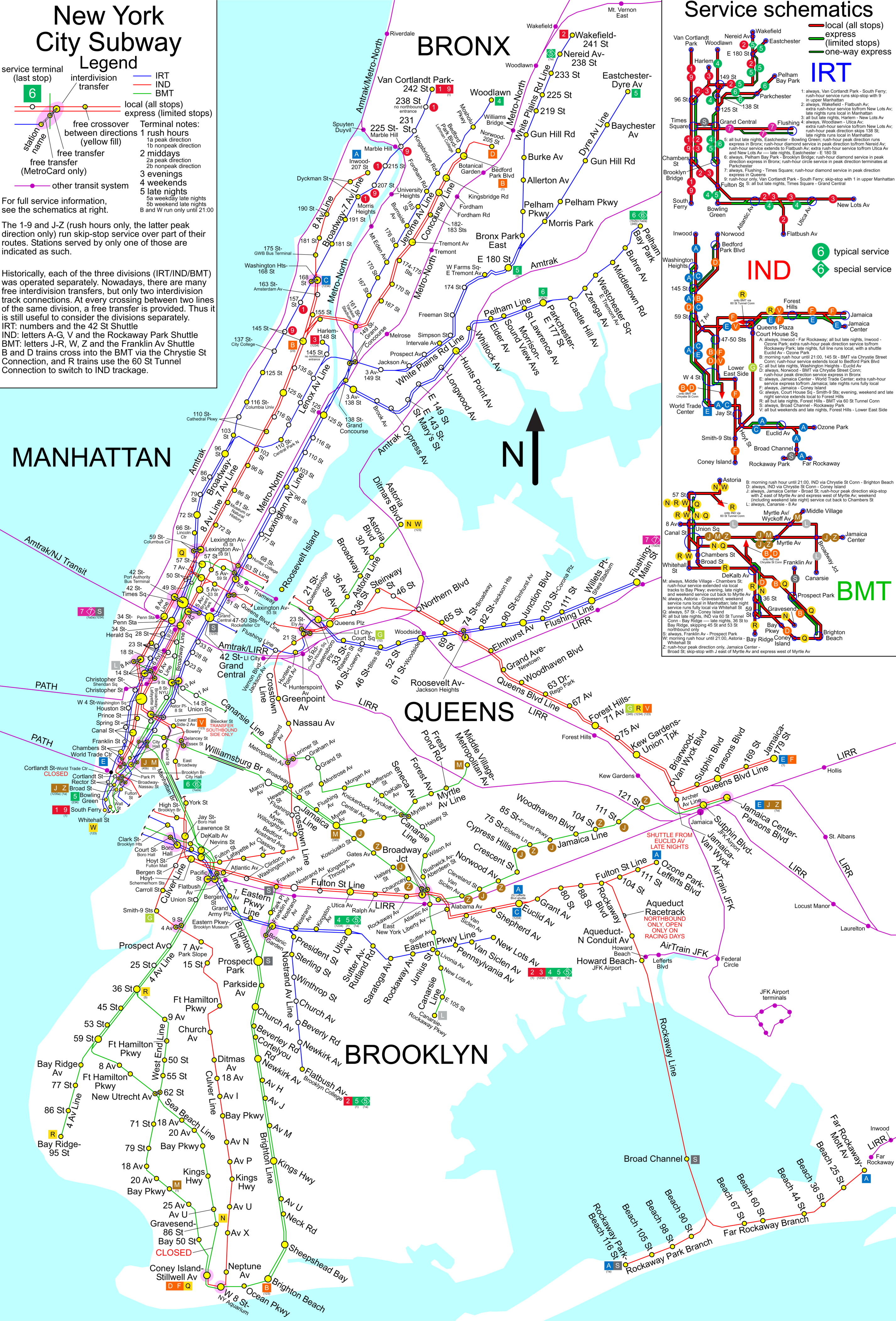
El metro de Nova York té la major xarxa de vies del món.

El transport públic és el principal mitjà de transport dels novaiorquesos. Nova York és l'única ciutat del país en la qual més de la meitat de les llars no disposen d'un cotxe. A Manhattan, més del 7,5% dels seus residents no té automòbil propi; a nivell nacional aquest percentatge és del 8%.
El metro de Nova York és el sistema de metro més gran del món segons la longitud total de les seves vies (1.062 km) i també és el que més estacions actives té, amb 468. És, a més a més, el quart en quantitat de passatgers anuals, amb 1.400 milions (2005). Funciona durant les 24 hores del dia en gairebé la totalitat de la xarxa (tot i que amb freqüències més baixes que durant el dia), cosa poc habitual en grans ciutats: tanquen durant les nits, per exemple, el subterrani de Buenos Aires, el metro de Londres, el metro de París, el metro de Washington, el metro de Tòquio, el metro de São Paulo, el metro de la Ciutat de Mèxic o el metro de Madrid.
Tanmateix, Nova York és la ciutat nord-americana en la qual més temps tarden els seus habitants a arribar al seu treball, amb un temps mitjà de 36,2 minuts.
El sistema viari de la ciutat és gran i complex: inclou el pont penjant més llarg d'Amèrica del Nord –el Verrazano-Narrows Bridge–, el túnel Holland –primer túnel de vehicles ventilat mecànicament–, més de 12.000 taxis i un telefèric que comunica l'Illa Roosevelt amb Manhattan.
La flota d'autobusos de la ciutat i la xarxa ferroviària són les més grans d'Amèrica del Nord. La xarxa ferroviària, que connecta els suburbis de la regió limítrofa entre els estats de Nova York, Connecticut i Nova Jersey amb la ciutat, té més de 250 estacions i 20 línies fèrries. El sistema convergeix a les dues estacions més freqüentades dels Estats Units: Grand Central Terminal i l'Estació Pennsilvània.
La ciutat és la principal porta d'entrada de viatgers aeris internacionals al país. L'àrea compta amb tres importants aeroports: l'Aeroport Internacional John F. Kennedy, l'Aeroport Internacional Llibertat de Newark i l'Aeroport LaGuardia. Hi ha plans per a l'adquisició d'un quart aeroport, l'Aeroport Internacional Stewart, a prop de la localitat de Newburgh, el qual seria ampliat i condicionat per l'Autoritat Portuària de Nova York i Nova Jersey (entitat que també administra els altres tres aeroports) per alleugerir l'ascendent volum de passatgers. Cent milions de viatgers van usar els tres aeroports el 2005. L'espai aeri de la ciutat és el més congestionat del país.
Existeix, a més, una àmplia xarxa d'autopistes que comuniquen la ciutat amb les seves zones residencials al nord de Nova Jersey, el Comtat de Westchester, Long Island i el sud-est de Connecticut. És bastant normal que es formin llargues congestions de tràfic cada dia, en particular durant les hores pic.

## Cultura

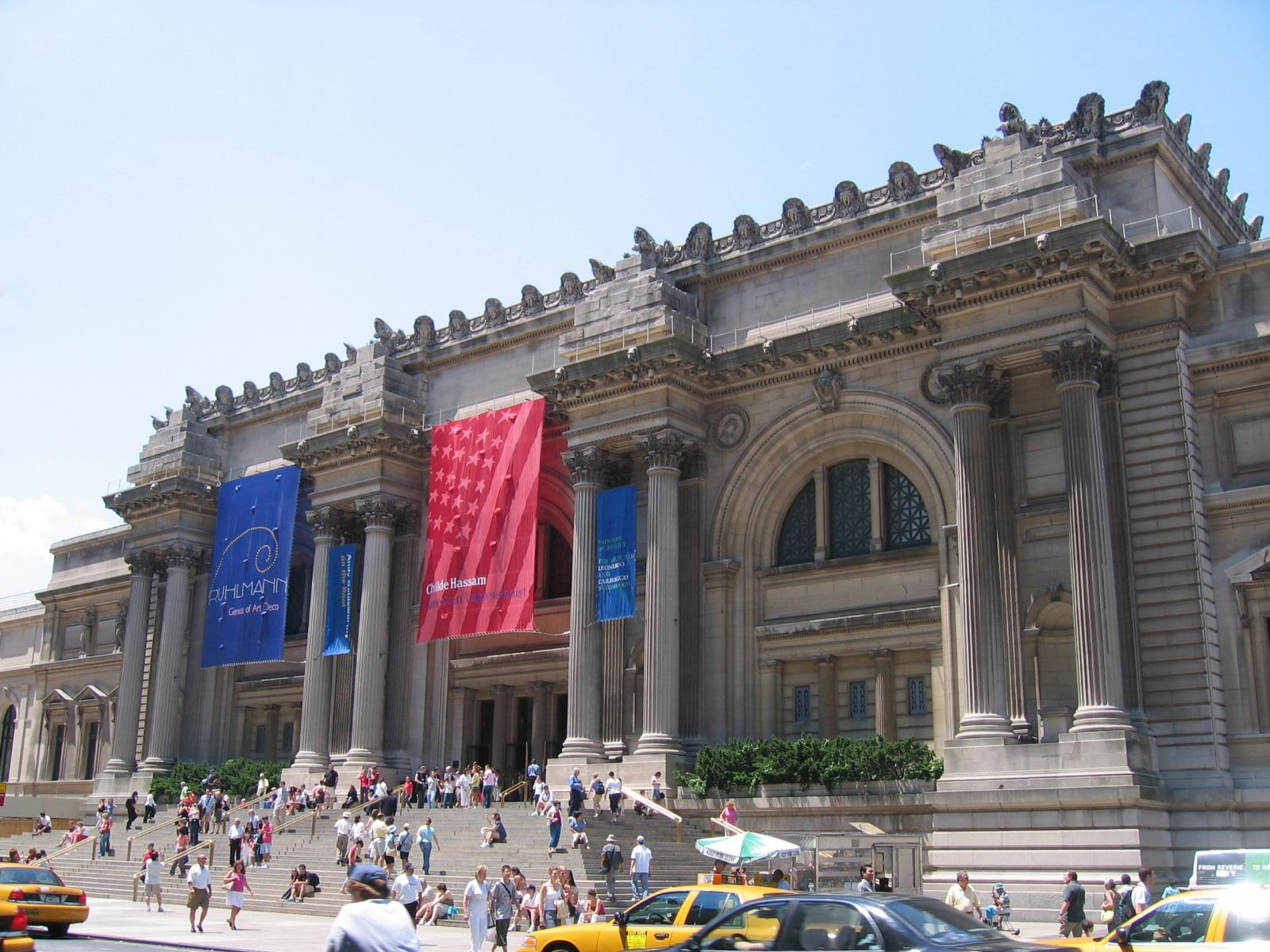
El Museu Metropolità d'Art és un dels museus més grans del món.

L'escriptor Tom Wolfe va dir respecte a la ciutat «[la] cultura sembla simplement estar en l'aire, com una part del clima». Alguns dels moviments culturals nord-americans més importants van començar en aquesta ciutat, com el Renaixement de Harlem, que va introduir la literatura afroamericana al país. La ciutat va ser l'epicentre del jazz en la dècada de 1940, de l'expressionisme abstracte en la dècada de 1950 i el bressol de la cultura hip-hop en la dècada de 1970. L'escena punk i hardcore va tenir el seu apogeu en les dècades de 1970 i 1980. Entre les bandes d'indie més prominents dels últims anys s'hi troben The Strokes, Interpol, The Bravery, Scissor Sisters i They Might Be Giants. La ciutat també té el seu paper en la indústria cinematogràfica nacional i mundial: s'hi va filmar Manhatta (1920), la primera pel·lícula avantguardista del país. La ciutat té més de 2.000 organitzacions culturals i d'art i més de 500 galeries d'art de diferents mides. El govern de la ciutat finança les arts amb un pressupost major que el del Fons Nacional per a les Arts. Industrials adinerats del segle xix van construir una xarxa d'importants institucions culturals, com el famós Carnegie Hall i el Museu Metropolità d'Art, de reconeguda fama internacional. El desenvolupament de la il·luminació elèctrica va portar a l'elaboració de produccions teatrals, i en la dècada de 1880 els teatres de la ciutat dels carrers Broadway i van començar a gestar un nou gènere que arribaria a ser conegut com a musical de Broadway.

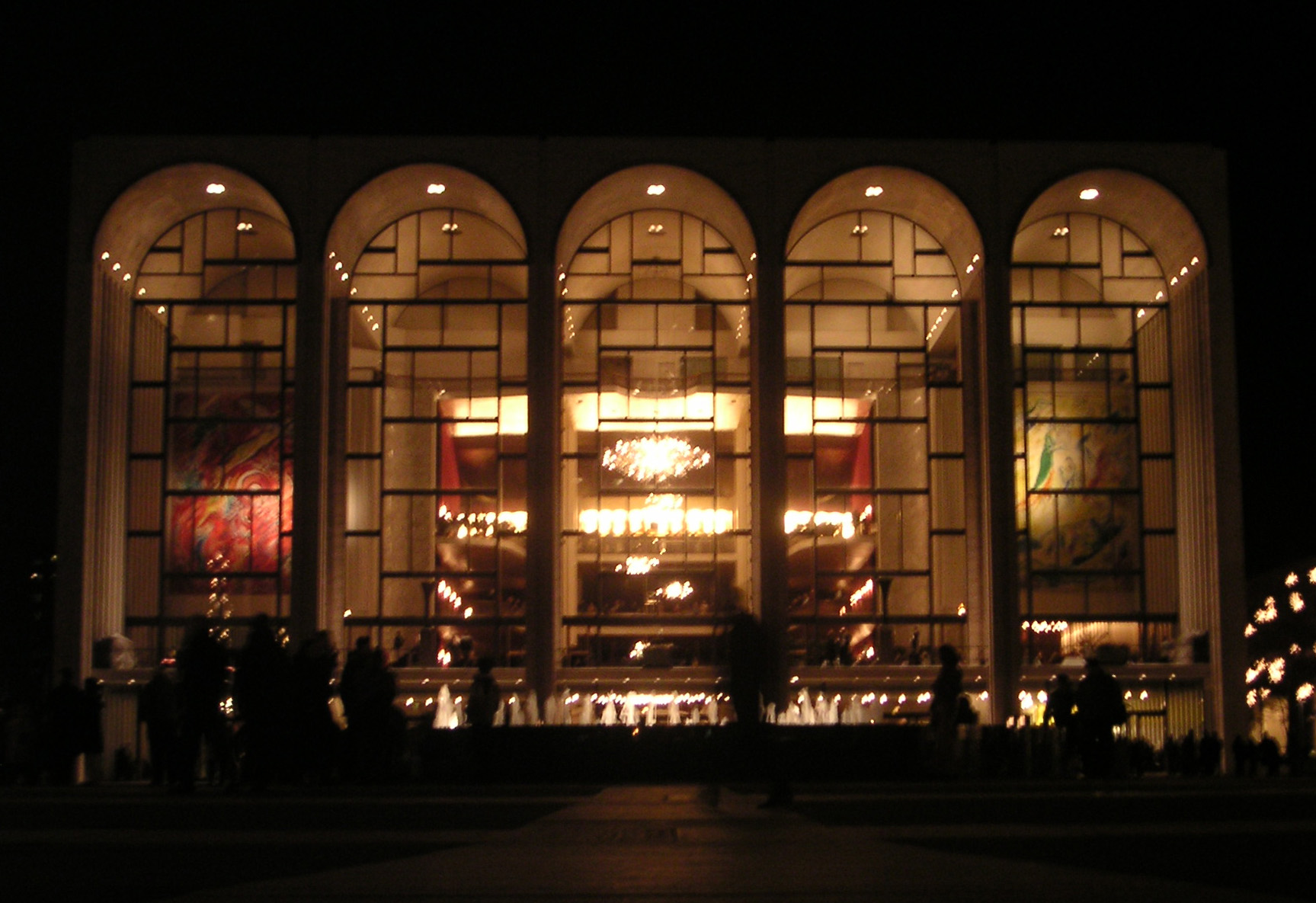
La mundialment famosa Metropolitan Opera vista des del Lincoln Center.

Fortament influïdes pels immigrants de la ciutat, produccions com les d'Harrigan i Hart, George M. Cohan i d'altres van usar cançons en narratives que sovint reflectien temes d'esperança i ambició. En l'actualitat, aquestes produccions estan entre els esdeveniments principals de l'escena teatral novaiorquesa. Els 39 teatres més grans (amb més de 500 seients) són anomenats col·lectivament com Broadway, nom donat a partir l'avinguda que creua el districte.
El Lincoln Center for the Performing Arts, que inclou el Jazz at Lincoln Center, la Metropolitan Opera, la New York City Opera, l'Orquestra Filharmònica de Nova York, el Ballet de Nova York, el Teatre Vivian Beaumont, la Juilliard School i l'Alice Tully Hall, és el centre d'arts escèniques més gran dels Estats Units. Eñ Central Park Summerstage presenta actuacions teatrals i de música gratuïtes en el Central Park i 1.200 esdeveniments de música, ball i teatre als cinc districtes durant els mesos d'estiu.
La gastronomia de la ciutat és molt diversa, influïda principalment pels immigrants i els seus costums alimentaris. Els immigrants italians i jueus van fer famosa a la ciutat pels seus bagels, cheesecakes i la pizza a l'estil novaiorquès. Els carrets de menjar en ple carrer són una altra característica de la gastronomia local: hi ha al voltant de 4.000 venedors de carrer amb permís. Aquest costum va fer del menjar oriental, com els falàfels i els kebabs, un important element en la dieta de la ciutat, encara que els hot dogs i els pretzels són encara els principals aliments que es venen d'aquesta manera. D'altra banda, la ciutat també acull alguns dels restaurants més fins de l'haute cuisine del país.

### Mitjans de comunicació

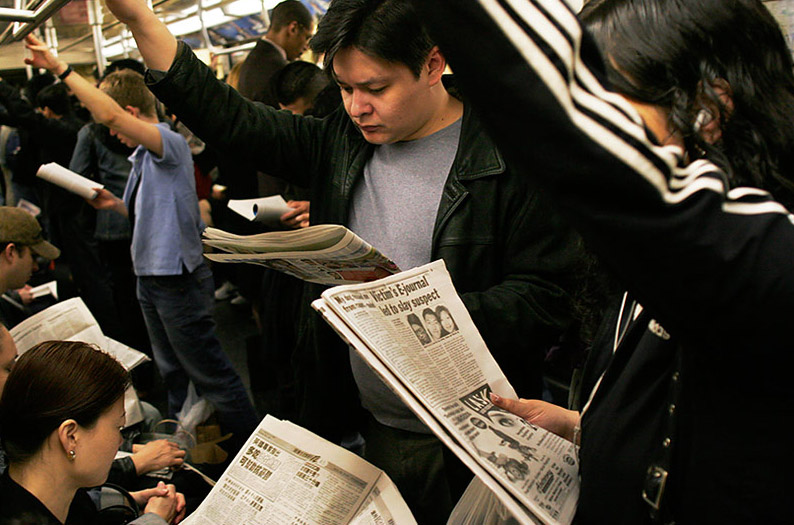
L'ús del transport públic dona a la ciutat un important nombre de lectors de diaris.

Nova York és un centre mundial per a les indústries de la televisió, la publicitat, la música, la premsa i les publicacions de llibres. Alguns dels grups mediàtics de la ciutat són Time Warner, News Corporation, Hearst Corporation i Viacom. Set de les vuit principals xarxes d'agències de publicitat tenen la seva seu a la ciutat, igual com tres de les quatre grans productores discogràfiques. Un terç de les pel·lícules independents nord-americanes es produeixen a Nova York. Més de 200 diaris i 350 revistes tenen una oficina a la ciutat i la indústria editorial ocupa al voltant de 25.000 persones.

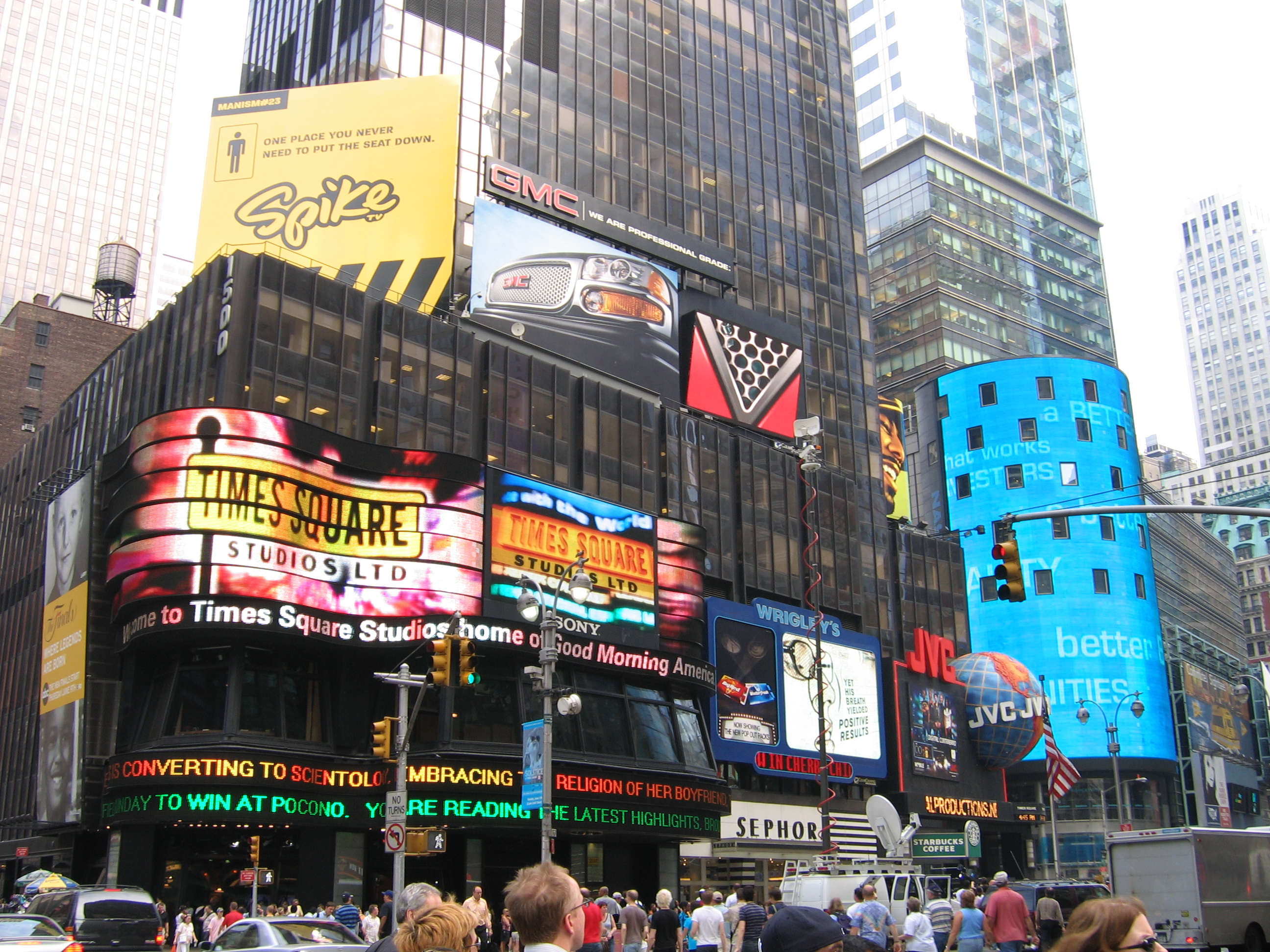
L'ABC Television Studio a Times Square.

Dos dels tres diaris nacionals són novaiorquesos: The Wall Street Journal i The New York Times. Entre els principals tabloides de la ciutat s'hi troben The New York Daily News i The New York Post, fundat el 1801 per Alexander Hamilton. També s'edita premsa dedicada a certs grups ètnics, incloent-hi 270 diaris i revistes publicats en més de 40 idiomes.
La indústria televisiva es va desenvolupar a Nova York i és un important factor de l'economia de la ciutat. Les quatre cadenes principals de televisió del país, ABC, CBS, FOX i NBC, tenen la seva seu a Nova York, i també molts canals de cable, com MTV, Fox News, HBO i Comedy Central. El 2005 hi havia més de 100 programes de televisió gravats en estudis locals.
Els mitjans de comunicació no comercials també tenen un important paper a la ciutat. El canal de televisió d'accés públic més antic dels Estats Units és Manhattan Neighborhood Network, fundat el 1971. WNET és l'estació de televisió pública més important de la ciutat i un dels principals proveïdors de programació del Servei Nacional de Transmissió Pública. L'estació de radi pública WNYC, que va pertànyer a la ciutat fins a 1997, té la major audiència del país.

### Accent novaiorquès
Els habitants de l'àrea de Nova York tenen una entonació distintiva que se sol anomenar «dialecte novaiorquès», encara que també se'l coneix en anglès com Brooklynese o New Yorkese. És considerat sovint com un dels accents més recognoscibles de l'anglès nord-americà. La versió clàssica d'aquest dialecte se centra en la gent de classe mitjana o obrera d'ascendència europea, encara que l'influx d'immigrants no europeus en les últimes dècades ha comportat canvis en aquesta forma de parlar.
Una de les característiques més notables d'aquest dialecte és l'omissió de la lletra r. L'accent elimina el so [ɹ] al final de la síl·laba o immediatament abans d'una consonant, per la qual cosa la pronunciació d'algunes paraules com park quedaria [pɔːk], butter seria [bʌɾə] i here, [hiə]. Una altra característica és la sobreentonació i allargament de la vocal [ɔ] de paraules com talk, law, cross, i coffee i de vegades l'homòfona [ɔr] de core o more.
En la majoria de les variants més antigues o extremes d'aquest accent, els sons vocàlics de paraules com girl o oil esdevenen el diftong [ɹ]. Sovint això es percep entre parlants d'altres accents com una confusió dels sons er i oy, per la qual cosa girl es pronuncia goil i oil es pronuncia erl; això va portar a una caricaturització dels novaiorquesos dient Joizey (Jersey), Toidy-Toid Street (33rd Street) i terlet (toilet). Aquest patró de parla no és gaire freqüent en l'actualitat.

### Esports

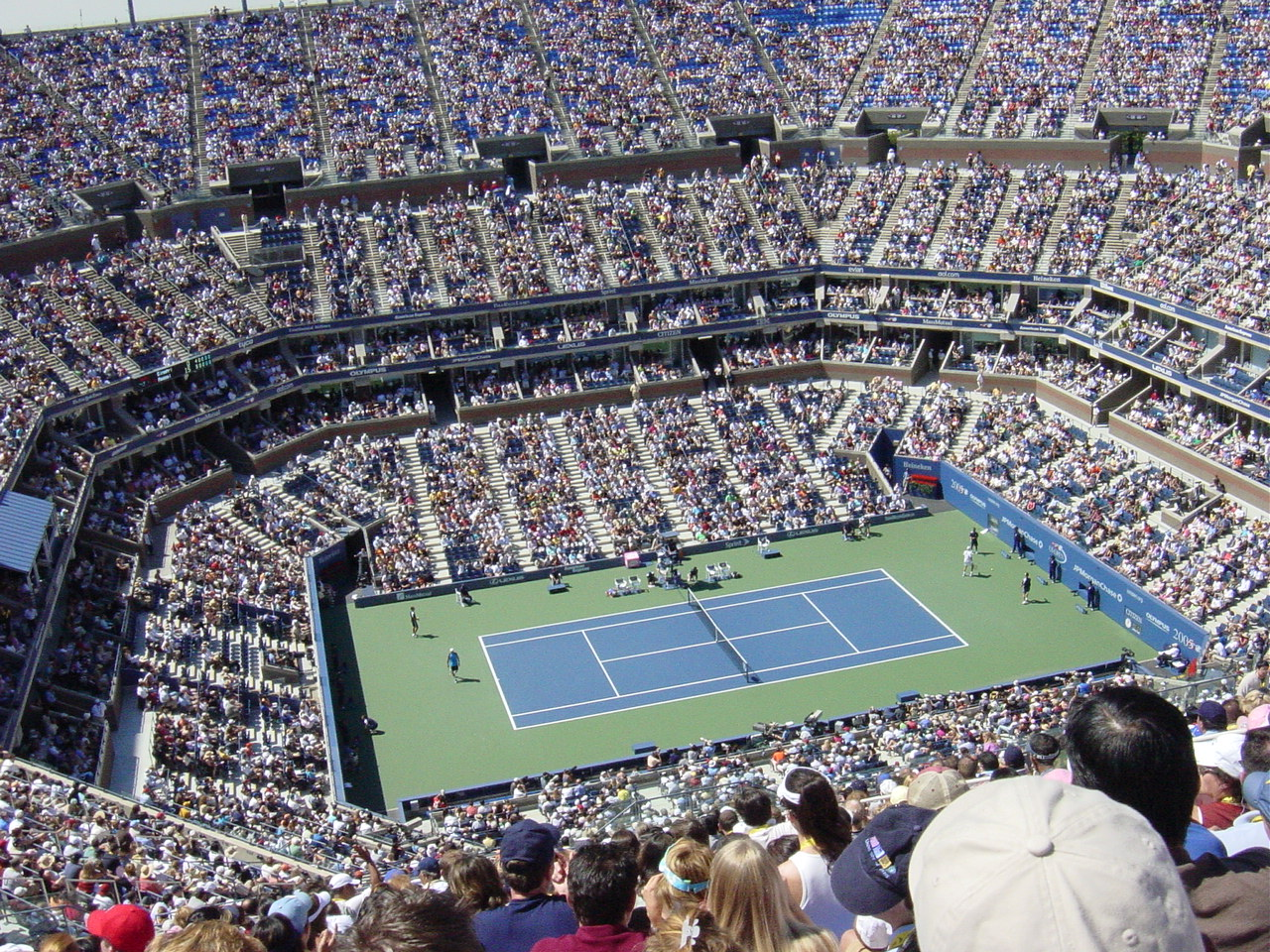
L'Open dels Estats Units (disputat a Queens) és el quart i últim torneig de Grand Slam de la temporada.

Nova York té equips en les quatre principals lligues esportives de l'Amèrica del Nord; cadascun d'ells té la seu a la ciutat.
El beisbol és l'esport més popular entre els habitants. Hi ha hagut catorze Sèries Mundials disputades entre equips locals a les quals se sol anomenar les Sèries del Metro. Nova York és una de les cinc àrees metropolitanes dels EUA (les altres són Chicago, Washington-Baltimore, Los Angeles i l'àrea de la badia de San Francisco) que té dos equips de beisbol: els dos equips que actualment estan a la Major League Baseball són els New York Yankees i els New York Mets, que mantenen una rivalitat possiblement equiparable amb la que és entre els Yankees i els Boston Red Sox. Els Yankees han aconseguit 26 títols, mentre que els Mets n'han aconseguit dos. La ciutat també era la llar dels New York Giants (actualment els San Francisco Giants) i els Brooklyn Dodgers (actualment coneguts com Los Angeles Dodgers). Ambdós equips es van mudar a Califòrnia l'any 1958. També hi ha dos equips en les lligues menors, els Staten Island Yankees i els Brooklyn Cyclones.
La ciutat està representada a la National Football League de futbol americà pels New York Jets i els New York Giants, encara que ambdós equips juguen com a local en el MetLife Stadium, a Nova Jersey.
Els New York Rangers i els New York Islanders representen a la ciutat a la National Hockey League.
En futbol, el New York City Football Club i els New York Red Bulls són els equips que representen a la ciutat a la Major League Soccer, juguen de locals en el Yankee Stadium i en el Red Bull Arena respectivament. A més, Nova York va comptar amb altres mítics equips de futbol, ja desapareguts, com el New York MetroStars o el Cosmos, equip en el qual van jugar estrelles mundials de la talla de Pelé, Beckenbauer, Carlos Alberto o Johan Neeskens.
Els equips de l'NBA de la ciutat són els New York Knicks i els Brooklyn Nets, juguen de locals en el Madison Square Garden i a l'Izod Center respectivament. Mentre que a la WNBA són les New York Liberty.
A la ciutat també se celebren molts esdeveniments a part d'aquests esports. A Queens es disputa l'Open dels Estats Units de tennis, un dels quatre torneigs del Grand Slam. La Marató de Nova York és la més important del món, i les carreres entre el 2004 i 2006 tenen el rècord de major quantitat de participants que van arribar a la meta, amb 37.866 el 2006.
Molts esports estan associats amb les comunitats d'immigrants. L'stickball, una versió de carrer del beisbol, fou popularitzat per les joventuts de classe obrera dels barris italians, alemanys i irlandesos en els anys 30. En els últims anys han emergit moltes lligues amateur de criquet a conseqüència de l'arribada d'immigrants de l'Àsia meridional i del Carib.

#### Equips de Nova York
| Lliga                           | Estadi                            | Fundació | Campionats |
| ------------------------------- | --------------------------------- | -------- | ---------- |
| MLB, Beisbol                    | Yankee Stadium                    | 1901     | 26         |
| MLB, Beisbol                    | City Field                        | 1962     | 2          |
| NHL, Hoquei sobre gel           | Madison Square Garden             | 1926     | 4          |
| NHL, Hoquei sobre gel           | Nassau Veterans Memorial Coliseum | 1972     | 4          |
| NHL, Hoquei sobre gel           | Prudential Center                 | 1982     | 3          |
| NFL, Futbol americà             | MetLife Stadium                   | 1925     | 7          |
| NFL, Futbol americà             | MetLife Stadium                   | 1960     | 1          |
| NBA, Bàsquet                    | Madison Square Garden             | 1946     | 2          |
| NBA, Bàsquet                    | Izod Center                       | 1967     | 2          |
| MLS, Futbol                     | Yankee Stadium                    | 2013     | 0          |
| MLS, Futbol                     | Red Bull Arena                    | 1995     | 0          |
| AFL, Arena Football             | Nassau Veterans Memorial Coliseum | 1995     | 0          |
| WNBA, Bàsquet                   | Madison Square Garden             | 1997     | 0          |
| MLL, Lacrosse                   | Mitchel Field                     | 2001     | 2          |
| NLL, Lacrosse                   | Madison Square Garden             | 2006     | 0          |
| Rugby Super League, Rugbi a 15  | Travers Island                    | 1973     | 1          |
| Rugby Super League, Rugbi a 15  | Pier 40                           | 1964     | 0          |
| AMNRL, Rugbi a 13               | Hudson River Park's Pier 40       | 1997     | 1          |
| AMNRL, Rugbi a 13               | Andrews Field                     | 2002     | 0          |
| WFTDA                           | Hunter College                    | 2005     | 0          |
| Lligues Menors de Beisbol (A)   | Richmond County Bank Ballpark     | 1999     | 3          |
| Lligues Menors de Beisbol (A)   | KeySpan Park                      | 1999     | 1          |
| USL PDL (Lliga Menor de Futbol) | Aviator Field                     | 1994     | 0          |

### Museus
El Metropolitan Museum of Art (Museu Metropolità d'Art, MMA) és el més famós de Manhattan. Amb els seus més de dos milions d'obres, els seus 130.000 m² i els seus 4,5 milions de visitants anuals, fan que el MET se situï entre els museus més grans del món. D'altres museus, dispersos per tota la ciutat, proposen igualment col·leccions d'art generalistes —la Frick Collection, el Brooklyn Museum o el Queens Museum of Art— o especialitzats —The Cloisters (on es troba part del claustre de Sant Miquel de Cuixà), l'American Folk Art Museum, el Whitney Museum of American Art i el Neue Galerie. L'art hispànic en general i el català en particular estan ben representats a la Hispanic Society of America. L'art contemporani està representat per institucions com el Guggenheim,el Museu d'Art Modern (MoMA) amb el seu annex, el PS1 Contemporany Art Center,o el Noguchi Museum dedicat a l'escultor japonès Isamu Noguchi.
En l'àrea de les ciències i la tecnologia, es poden trobar el New York Hall of Science, l'Skyscraper Museum i també l'Staten Island Institute Of Arts & Sciences; tanmateix, el més prestigiós és el Museu Americà d'Història Natural, que conté 32 milions d'espècimens i objectes i un planetari.
Altres museus de contingut ètnic-històric a tenir en compte: National Museum of the American Indian, Museum of Jewish Heritage, New York Historical Society, MOCA (Museum of Chinese in America), Museo del Barrio, Museum for African Art, Brooklyn Historical Society.

## Ciutats agermanades
Nova York està actualment agermanada amb deu ciutats. Entre parèntesis es mostra l'any de formalització de les relacions.
- Tòquio (Japó) (1960)
- Pequín, Xina (1980)
- El Caire, Egipte (1982)
- Madrid, Espanya (1982)
- Santo Domingo, República Dominicana (1983)
- Roma, Itàlia (1992)
- Budapest, Hongria (1992)
- Jerusalem, Israel (1993)
- Londres, Regne Unit (2001)
- Johannesburg, Sud-àfrica (2003)

## Personatges cèlebres

### Arts audiovisuals

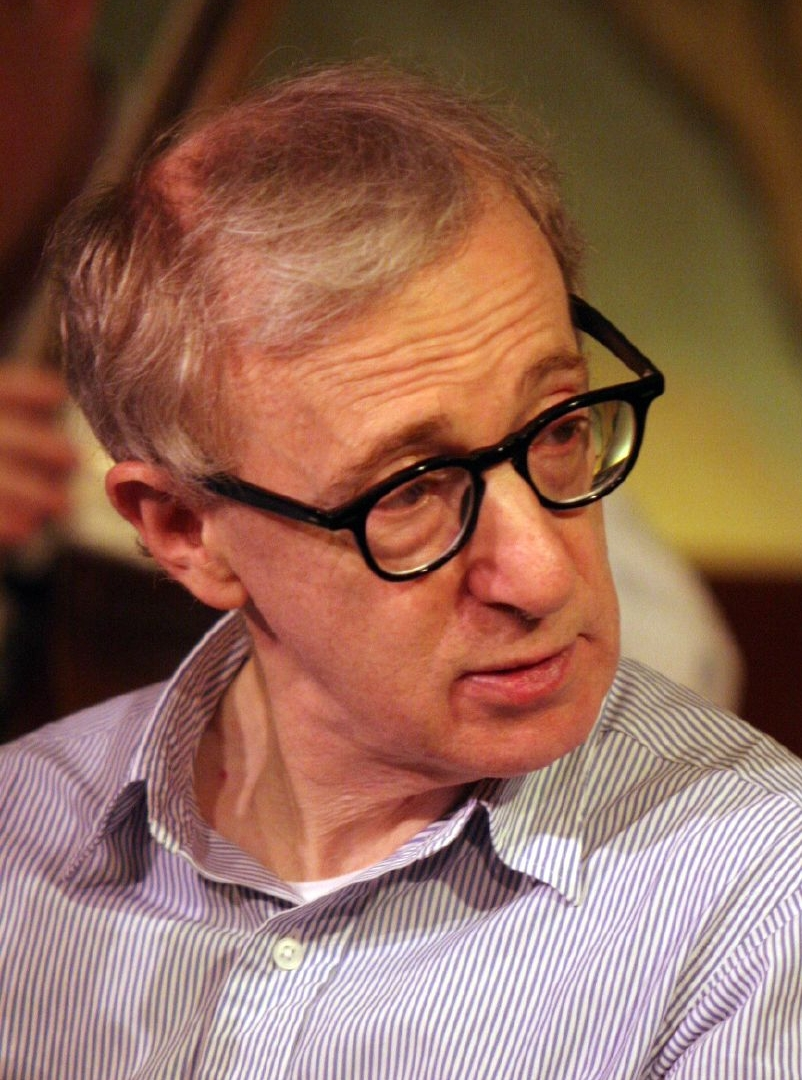
Woody Allen, nascut a Brooklyn el 1935, feu de Nova York l'escenari de la majoria de les seves pel·lícules.

Molts dels artistes, directors i productors de cinema i teatre més famosos són originaris de Nova York, tot i que la majoria d'activitats que concerneixen el cinema es duen a terme a Hollywood.
Pel que fa a directors es poden citar Woody Allen, Martin Scorsese, László Benedek, Tupac Shakur, Stanley Kramer, Stanley Kubrick, Jerome Robbins, Herbert Ross, Oliver Stone, Spike Lee i George A. Romero. Entre els actors i actrius originaris de la Big Apple es troben Robert De Niro, Al Pacino, Sylvester Stallone, David Schwimmer, Steve Buscemi, Burt Lancaster,entre els homes i Joan Crawford, Susan Hayward, Judy Holliday, Lindsay Lohan, Geraldine Page, Scarlett Johansson, Claire Danes, Mary-Kate i Ashley Olsen, Sarah Jessica Parker i Jennifer Aniston entre les dones.

### Música
Alguns músics, compositors i cantants originaris de la ciutat són A$AP Rocky, Stephen Albert, Emanuel Ax, Tony Bennett, Cardi B, Anthony Coleman, Lana Del Rey, Neil Diamond, Harley Flanagan, Amanda Forsythe, Lady Gaga, Judy Holliday, Jay-Z, Alicia Keys, Carole King, Lenny Kravitz, Lil Mama, Morton Feldman, Jennifer Lopez, Marc Anthony, Nico Muhly, Prince Royce, Barbra Streisand i John Williams.

### Ciències
La ciutat de Nova York ha format diversos guanyadors de Premis Nobel de física, notablement gràcies a la Bronx High School of Sciences i a la prestigiosa Universitat de Colúmbia. Entre els grans físics de la metròpoli s'hi troben Richard Feynman, Melvin Schwartz, Sheldon Lee Glashow, Steven Weinberg, Charles Harding Townes, Russell Alan Hulse, David Politzer, Roy J. Glauber, Irving Langmuir, Carl David Anderson, Robert Hofstadter, Julian Schwinger, Murray Gell-Mann, Leon N. Cooper, Burton Richter, Leon Max Lederman, Martin Lewis Perl, Arthur Ashkin, Andrea Mia Ghez.
També han rebut el Nobel de Química diversos científics nascuts a la ciutat, com: Irving Langmuir, William Howard Stein, Paul Berg, Herbert A. Hauptman, Jerome Karle, John Fenn, Irwin Rose, Robert Lefkowitz, Roger Yonchien Tsien.

### Medicina
Entre l'any 1946 i el 2019, diversos especialistes nova-iorquesos han rebut el Premi Nobel de Medicina o Fisiologia: Hermann Joseph Muller, Arthur Kornberg, George Wald, Marshall Warren Nirenberg, Julius Axelrod, Gerald Edelman, David Baltimore, Baruch Samuel Blumberg, Rosalyn Sussman Yalow, Hamilton Othanel Smith, Michel Stuart Brown, Stanley Cohen, Gertrude Belle Elion, Louis José Ignarro, Paul Greengard, Richard Axel, John O'KeefeJeffrey C. Hall, William Kaelin Jr.

### Economia
Cal destacar que a la ciutat han nascut diversos economistes guanyadors del Premi Nobel d'Economia: Kenneth Arrow (1972), Milton Friedman (1976), Robert Fogel (1993), Robert C.Merton (1997) Robert Solow (1987), Eric Maskin (2007), Paul Krugman (2008), Peter A. Diamond (2010) i Alvin E. Roth (2012).

### Esport
D'entre els esportistes nascuts a la ciutat es poden trobar jugadors de bàsquet com Kareem Abdul-Jabbar, Michael Jordan, Bob Cousy, Dolph Schayes, Billy Cunningham, Lenny Wilkens, Nate Archibald, Connie Hawkins i Carmelo Anthony, a part de l'entrenador Red Holzman; els jugadors de beisbol Álex Rodríguez i Lou Gehrig; i els tennistes John McEnroe i Jim Courier.

### Periodisme i literatura
The New York Times és un dels diaris més llegits i més prestigiosos del món. Entre els periodistes més brillants de Nova York es poden destacar William Sherman, William Safire, Joseph Lelyveld i William Taubman, tots ells guanyadors del Premi Pulitzer.
Entre els escriptors nascuts a Nova York, cal destacar entre altres a Washington Irving (1783-1859), Henry James (1843-1916), J.D. Salinger (1919-2010), Mario Puzo (1950-1999), DonDeLillo (1936), i Eugene Gladstone O'Neill (Premi Nobel de Literatura de 1936) Louise Glück (Premi Nobel de Literatura de 2020).